# 生駒市
生駒市（いこまし）は、奈良県の北西部に位置する市。1971年（昭和46年）11月1日市制施行。人口は約10万人であり、県内で3番目に多い。

## 概要
江戸時代に創建された生駒聖天・宝山寺の門前町として発展した。生駒山地を挟んで大阪府と隣接している。生駒山地を貫く近鉄奈良線・けいはんな線で大阪市と結ばれている。現在は、大阪市・奈良市のベッドタウンとして知られ、また大阪都市圏の10%都市圏に属し、大阪都市圏中心部への通勤率は県内で最も高い自治体でもある（奈良府民#特徴も参照）。
2020年の国勢調査によると、県外就業率が全国1位の奈良県において、生駒市のその比率は51.5%と最も高い。2015年では昼夜間人口比率は77.3%（国勢調査）であり、高齢化等の影響を受け1995年の68.4%から上昇しているが、依然として全国規模に見ても低く、衛星都市としての性格が強い（近畿地方の全市区町村で6番目、全国の全市区町村で32番目、全国の市で4番目に低い）。

## 地理

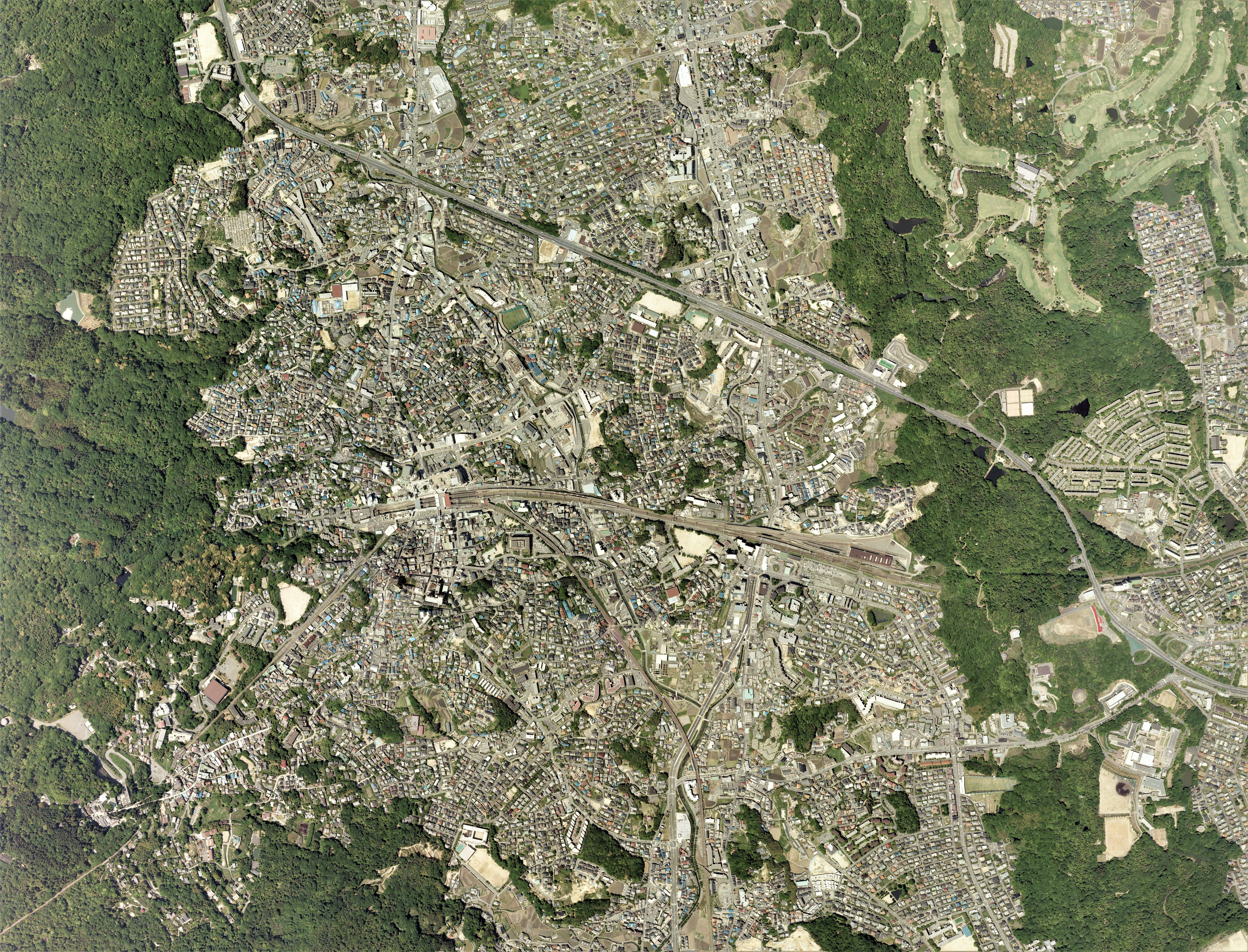
生駒市中心部周辺の空中写真。
2008年5月15日撮影の12枚を合成作成。。

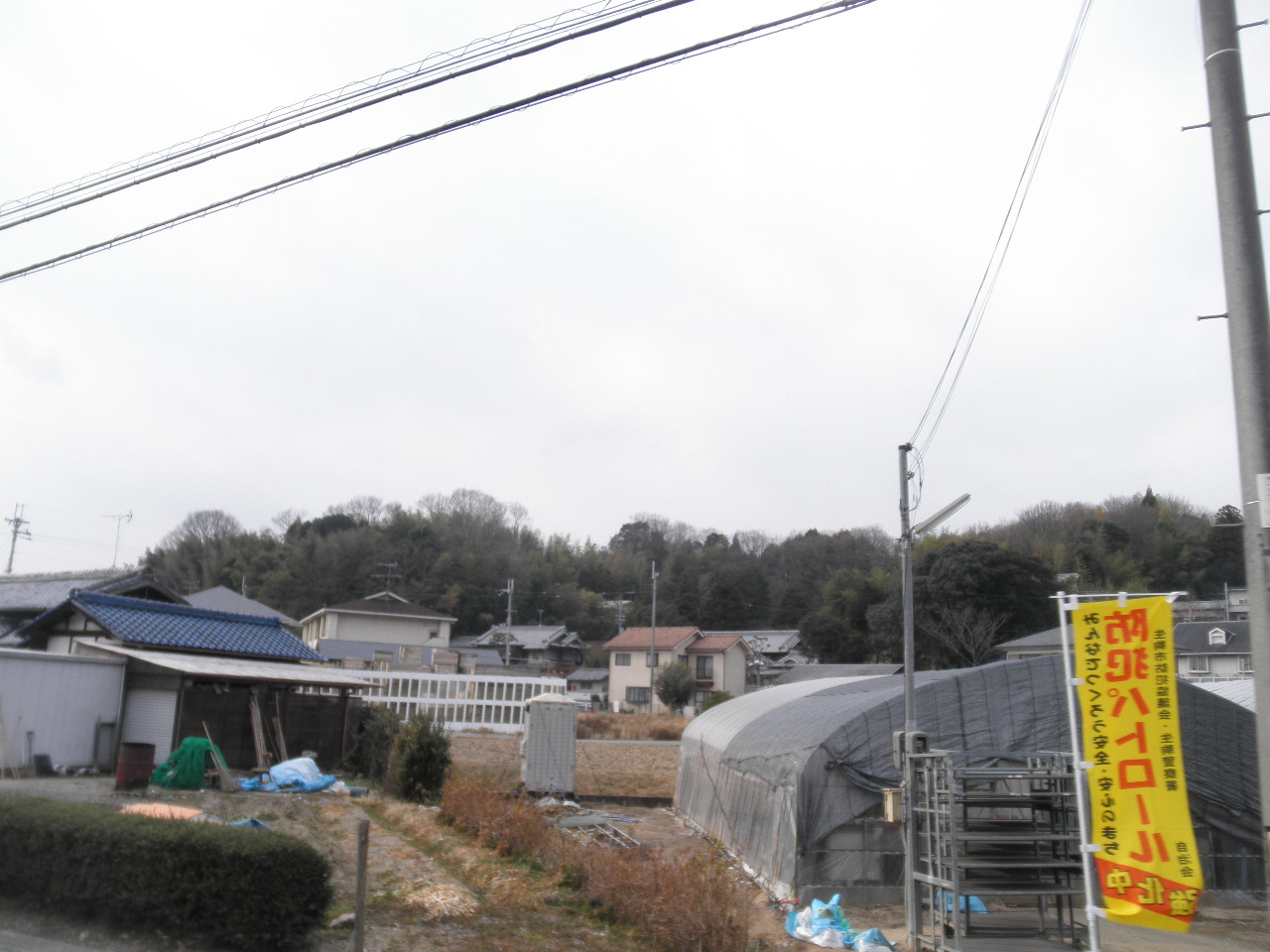
生駒山脈の北東側の麓にある田園地帯
高山町で撮影

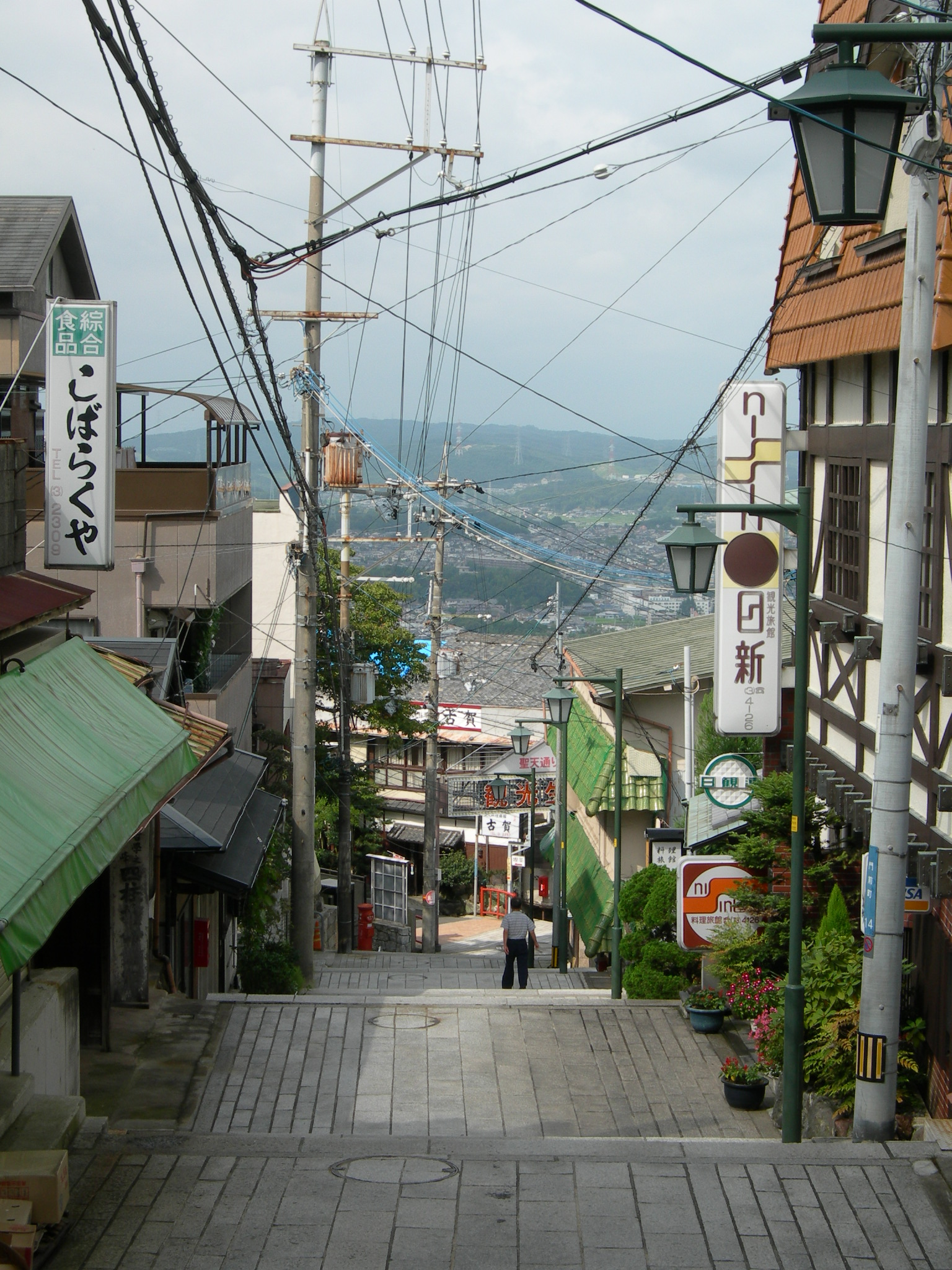
宝山寺参道

### 地勢
奈良県の北西端に位置し、南北に細長く生駒山地や矢田丘陵などの山々に囲まれ、その間を南へ流れる竜田川や富雄川沿いの谷筋（生駒谷、平群谷、高山谷〈鷹山谷〉、鳥見〈富雄〉谷）や東西南北に広がる鉄道網を中心に市街地が広がる。市街地にも小高い丘や山が点在しており、起伏に富んだ複雑な地形をしている。
富雄川流域である市北部（旧北倭村）と大和川水系竜田川（生駒市内では生駒川）流域である中南部（旧生駒町）の間は小高い山及び丘で行き来しにくい。
高度経済成長初期から大都市大阪への人口集中が激化し、そのドーナツ化現象が近郊都市に波及し、都市化が始まった。近鉄奈良線沿線から都市化が進み、中部では1970年代後半から大都市への良好なアクセスや豊かな自然環境を活かして大規模な住宅都市の開発が始まり、ホワイトカラーなど高所得者層が東生駒や生駒台などの高級住宅地に流入した。その後も生駒駅・東生駒駅を中心に住宅地が広がっていった。
一方で、昭和末期頃からは、北東部の上町（当時）周辺では学園前駅を中心とした住宅地の開発も行われ始め、学園前のブランド力とバブル景気による価格高騰で、中部同様に高所得者層が多く転入した。真弓や北大和、鹿の台地域がこれにあたる。
そのため、中南部は近鉄奈良線など市内の駅（主に近鉄生駒駅）を利用するのに対し北東部は奈良市内の駅（主に学園前駅）を利用する傾向があった。しかし、市北部は関西文化学術研究都市の区域に指定されており、アクセス路線として近鉄けいはんな線が2006年に開通した事で、この傾向も徐々に変わりつつあり、それまで学園前駅を利用していた人々が、けいはんな線利用にシフトする流れが見られる。
以上のような経緯から総じて所得が高く、関西有数の高所得者層が多い住宅都市となっている。
一方で、市内に平地が少ないために傾斜地も宅地開発が行われー、生駒山山腹まで住宅地化している。それ故、一般的には観光用として敷設されるケーブルカーが、生駒市において（生駒ケーブル）は通勤・生活路線としても機能する。
山に囲まれた地形のため、台風の被害はかなり少ない。しかし、生駒市内を流れる川は小河川が多く、一部の河道付近では洪水の危険がある。また、生駒山地の西側（大阪府内）には生駒断層帯が走っており、この断層帯は今後30年以内に地震を引き起こす可能性が0~0.2%で、日本国内の主な活断層の中でやや高いとされている。

### 地域
市域・郵便番号
- 630-0239 青山台（あおやまだい）
- 630-0132 あすか台（あすかだい）
- 630-0133 あすか野南（あすかのみなみ）
- 630-0134 あすか野北（あすかのきた）
- 630-0233 有里町（ありさとちょう）
- 630-0202 生駒台南（いこまだいみなみ）
- 630-0203 生駒台北（いこまだいきた）
- 630-0222 壱分町（いちぶちょう）
- 630-0232 小倉寺町（おぐらじちょう）
- 630-0223 小瀬町（おぜちょう）
- 630-0227 乙田町（おとだちょう）
- 630-0237 鬼取町（おにとりちょう）
- 630-0131 上町（かみまち）
- 630-0138 上町台（かみまちだい）
- 630-0265 軽井沢町（かるいざわちょう）
- 630-0245 北新町（きたしんまち）
- 630-0142 北田原町（きたたはらちょう）
- 630-0121 北大和（きたやまと）
- 630-0248 喜里が丘（きりがおか）
- 630-0201 小明町（こうみょうちょう）
- 630-0247 光陽台（こうようだい）
- 630-0226 小平尾町（こびらおちょう）
- 630-0211 桜ケ丘（さくらがおか）
- 630-0221 さつき台（さつきだい）
- 630-0112 鹿ノ台東（しかのだいひがし）
- 630-0114 鹿ノ台西（しかのだいにし）
- 630-0113 鹿ノ台南（しかのだいみなみ）
- 630-0111 鹿ノ台北（しかのだいきた）
- 630-0115 鹿畑町（しかはたちょう）
- 630-0136 白庭台（しらにわだい）
- 630-0253 新旭ケ丘（しんあさひがおか）
- 630-0242 新生駒台（しんいこまだい）
- 630-0238 大門町（だいもんちょう）
- 630-0101 高山町（たかやまちょう）
- 630-0251 谷田町（たにだちょう）
- 630-0243 俵口町（たわらぐちちょう）
- 630-0212 辻町（つじまち）
- 630-0263 中菜畑（なかなばた）
- 630-0267 仲之町（なかのちょう）
- 630-0231 菜畑町（なばたちょう）
- 630-0261 西旭ケ丘（にしあさひがおか）
- 630-0137 西白庭台（にししらにわだい）
- 630-0264 西菜畑町（にしなばたちょう）
- 630-0236 西畑町（にしはたちょう）
- 630-0246 西松ケ丘（にしまつがおか）
- 630-0224 萩の台（はぎのだい）
- 630-0234 萩原町（はぎはらちょう）
- 630-0141 ひかりが丘（ひかりがおか）
- 630-0254 東旭ケ丘（ひがしあさひがおか）
- 630-0213 東生駒（ひがしいこま）
- 630-0214 東生駒月見町（ひがしいこまつきみちょう）
- 630-0258 東新町（ひがししんまち）
- 630-0215 東菜畑（ひがしなばた）
- 630-0244 東松ケ丘（ひがしまつがおか）
- 630-0225 東山町（ひがしやまちょう）
- 630-0235 藤尾町（ふじおちょう）
- 630-0256 本町（ほんまち）
- 630-0241 松美台（まつみだい）
- 630-0122 真弓（まゆみ）
- 630-0123 真弓南（まゆみみなみ）
- 630-0116 美鹿の台（みかのだい）
- 630-0262 緑ケ丘（みどりがおか）
- 630-0135 南田原町（みなみたわらちょう）
- 630-0228 南山手台（みなみやまてだい）
- 630-0257 元町（もとまち）
- 630-0266 門前町（もんぜんちょう）
- 630-0255 山崎新町（やまさきしんまち）
- 630-0252 山崎町（やまさきちょう）
- 630-0229 翠光台（すいこうだい）

※上記に掲載のない地域は630-0200である。

### 気候
瀬戸内海式気候と内陸性気候を併せ持つ。夏と冬の気温の差（年較差）、そして1日における気温の差（日較差）のが大きい典型的な盆地性の気候である。
| 生駒市消防本部 |           |                      |                      |                      |                      |          |          |          |             |              |
| 月             | 気温（℃） | 気温（℃）            | 気温（℃）            | 気温（℃）            | 気温（℃）            | 湿度(%)  | 湿度(%)  | 湿度(%)  | 降水量（mm) | 降水・雪日数 |
| 月             | 平均気温  | 最高気温とその記録日 | 最高気温とその記録日 | 最低気温とその記録日 | 最低気温とその記録日 | 平均湿度 | 最高湿度 | 最低湿度 | 降水量（mm) | 降水・雪日数 |
| 令和3年        | 16.1      | 36.3                 | 8月5日               | -3.2                 | 1月8日               | 73.8     | 99.5     | 10.5     | 1,782.5     | 124          |
| 1月            | 2.6       | 14.8                 | 1月15日              | -3.2                 | 1月8日               | 68.8     | 98.5     | 23.2     | 66.5        | 8            |
| 2月            | 7.3       | 19.9                 | 2月14日              | -1.8                 | 2月18日              | 63.1     | 99.1     | 15.4     | 53.0        | 5            |
| 3月            | 10.8      | 21.9                 | 3月31日              | 0.4                  | 3月11日              | 70.0     | 99.0     | 13.2     | 125.0       | 11           |
| 4月            | 14.2      | 25.9                 | 4月22日              | 2.1                  | 4月10日              | 65.2     | 98.7     | 10.5     | 168.5       | 9            |
| 5月            | 18.9      | 28.5                 | 5月14日              | 8.8                  | 5月3日               | 74.3     | 99.4     | 18.7     | 265.5       | 13           |
| 6月            | 23.1      | 32.5                 | 6月10日              | 16.3                 | 6月5日               | 75.3     | 98.7     | 21.4     | 110.5       | 11           |
| 7月            | 27.3      | 35.5                 | 7月19日              | 20.0                 | 7月15日              | 78.5     | 99.3     | 41.9     | 255.5       | 13           |
| 8月            | 27.1      | 36.3                 | 8月5日               | 20.9                 | 8月19日              | 81.8     | 99.5     | 26.0     | 356.5       | 16           |
| 9月            | 23.6      | 31.4                 | 9月10日              | 18.1                 | 9月27日              | 83.1     | 99.3     | 45.5     | 159.0       | 13           |
| 10月           | 18.7      | 31.0                 | 10月4日              | 6.3                  | 10月24日             | 77.0     | 98.7     | 35.1     | 62.5        | 10           |
| 11月           | 12.1      | 22.8                 | 11月1日              | 1.0                  | 11月29日             | 75.3     | 99.2     | 39.7     | 80.5        | 6            |
| 12月           | 7.1       | 16.4                 | 12月12日             | -1.3                 | 12月27日             | 73.3     | 98.8     | 37.8     |             |              |

### 人口
平成27年国勢調査（速報値）より前回調査からの人口増減をみると、1%増の118,297人であり、増減率は県内39市町村中3位。
| |                                        |  |
| 生駒市と全国の年齢別人口分布（2005年） | 生駒市の年齢・男女別人口分布（2005年） |  |
| ■紫色 ― 生駒市 ■緑色 ― 日本全国 | ■青色 ― 男性 ■赤色 ― 女性              |  |
| 生駒市（に相当する地域）の人口の推移 \| 1970年（昭和45年） \| 35,550人 \| \| \| 1975年（昭和50年） \| 48,848人 \| \| \| 1980年（昭和55年） \| 70,461人 \| \| \| 1985年（昭和60年） \| 86,293人 \| \| \| 1990年（平成2年） \| 99,604人 \| \| \| 1995年（平成7年） \| 106,726人 \| \| \| 2000年（平成12年） \| 112,830人 \| \| \| 2005年（平成17年） \| 113,686人 \| \| \| 2010年（平成22年） \| 118,113人 \| \| \| 2015年（平成27年） \| 118,233人 \| \| \| 2020年（令和2年） \| 116,675人 \| \| |                                        |  |
| 総務省統計局 国勢調査より |                                        |  |
| 1970年（昭和45年） | 35,550人                               |  |
| 1975年（昭和50年） | 48,848人                               |  |
| 1980年（昭和55年） | 70,461人                               |  |
| 1985年（昭和60年） | 86,293人                               |  |
| 1990年（平成2年） | 99,604人                               |  |
| 1995年（平成7年） | 106,726人                              |  |
| 2000年（平成12年） | 112,830人                              |  |
| 2005年（平成17年） | 113,686人                              |  |
| 2010年（平成22年） | 118,113人                              |  |
| 2015年（平成27年） | 118,233人                              |  |
| 2020年（令和2年） | 116,675人                              |  |

- 人口：117,295人（生駒市統計[10]）
- 世帯数：51,617世帯（同上）

- 人口は、2013年に住民基本台帳で121,331人を記録して以降は減少傾向にある[10]。
- 世帯数は、一貫して増加し続けている[11]。

### 隣接自治体
奈良県
- 奈良市
- 大和郡山市
- 生駒郡平群町
- 生駒郡斑鳩町

京都府
- 京田辺市
- 相楽郡精華町

大阪府
- 枚方市
- 大東市
- 東大阪市
- 四條畷市
- 交野市

## 歴史

### 古代
太古の生駒は古代豪族の一つ平群氏の領地で、古代から中世と時を経るごとに平群氏の勢力は衰退し、『平群』という地名だけが残ることとなった。
奈良時代には都であった平城京の外周に位置する生駒（当時の平群）は生駒山のふもとに位置し、往馬坐伊古麻都比古神社（生駒神社）、生駒山口神社式内大社往馬神社社村の氏神様的存在でもあって近代の大和国平群郡南北生駒から奈良県生駒郡生駒町へと地名の変貌を遂げていったものである。
有里町にある竹林寺は奈良時代に行基によって開創されたとされ、詳細は不明だが、行基が建てた四十九院の一つ生馬仙房に比定される。また、行基の遺命で生駒山東陵に埋葬され、竹林寺境内の墓がそれとされる。
なお、古代の生駒については記紀の『平群氏』の項目及び平群氏を参照。
宝山寺とそれに関連する項目はについては別途確認されたし。
古代・中世の生駒は山間の寒村に過ぎなかったが、生駒山地は山岳修行の場として開かれていった（役行者が生駒山で暴れていた2匹の鬼を改心させ弟子にしたという伝説が在る）。一帯は南都と大坂を結ぶ街道として機能し、それらは現在でも清滝街道（現国道163号）、暗越奈良街道（現国道308号）として微かに当時の雰囲気を伝えている。
延喜式神名帳には大和国平群郡に往馬坐伊古麻都比古神社（旧式内官幣大社生駒神社）、生駒山口神社が記載されている。

### 中世
この頃から高山で茶筌（茶筅）の制作が始まったとされる。その起源は諸説ある。
一つは、室町時代に茶道の創始者村田珠光が親交のあった鷹山宗砌（市北部の鷹山荘〈現在の高山町〉を支配していた鷹山氏の次男とされる）に茶の攪拌道具製作を依頼したことから茶筌が生まれたとする説である。宗砌の製作した茶筌が後土御門天皇に献上されたところ、お褒めの言葉と「高穗」の御銘を賜り、鷹山氏は地名と家名を高山に改めた。その後、高山氏が高山を去る際、この地に残った家臣の内16人に茶筌の製作を許可し、以後旧臣たちは茶筌の製作を一子相伝で引き継いでいったという。
このほか、奈良の宝来で茶筌の作り方を学び高山に戻った甚之丞という人物が豊臣秀吉に茶筌を献上し、それが大いに賞されたため高山全体で茶筌製造が盛んになったという説もある。いずれにしろ、1736年（享保21年）刊行の『大和志』において茶筌は高山村の特産物とされるようになっていた。

### 近世
江戸時代に入り、1678年（延宝6年）に湛海律師が霊峰・生駒の中腹に宝山寺を開山すると、にわかに商売の神様として大阪庶民の信仰を集め、門前町として賑わった。
京都の皇室や江戸の徳川将軍家、郡山藩主柳沢家からの祈願もあった。

### 近代
鉄道（大軌）が開通したが、当初、大軌は沿線開発よりも沿線の観光要素（生駒市では東京の浅草とともに著名であった宝山寺など）を活かす方針であったが、宝山寺の門前町を含め、観光業による賑わいが増したことから、行楽地としての開発や、経営の安定化で沿線住宅地開発も始めた。
生駒山上ではブルーノ・タウトが設計した『生駒山嶺小都市計画』に代表される観光地としての開発が進み、別荘地や遊園地が立地し始め、宝山寺参拝と併せてにわかに大阪の行楽地として賑わいをみせる。
一方で鉄道による利便性の向上は宅地の立地にも影響し、1925年（大正14年）に生駒駅前で分譲された三勝園に端を発して、宅地の分譲が始まる。三勝園の他、山楽荘、常磐荘園、東明園、大美ヶ丘、朝日ヶ丘、生駒荘園、青松園、万華荘、緑乃町の開発が計画されたが、計画通り完成した地区は少なく、また現在まで開発当初の地名を残すものは殆ど無い。
- 大正3年（1914年） - 現在の近鉄奈良線にあたる大阪電気軌道が上本町 - 生駒 - 奈良間を開業し、生駒トンネルにより大阪との距離がかなり短縮された。
- 大正7年（1918年）- 日本最初のケーブルカー、生駒鋼索鉄道（現・近鉄生駒鋼索線・生駒ケーブル）が敷設され、宝山寺の参拝客も依然として絶えなかった。
- 大正10年（1921年）北生駒村が生駒町となる。
- 昭和元年年（1926年）12月28日 -
- 信貴生駒電鉄 元山上口駅 - 仮新生駒駅間が開業。（一分駅・南生駒駅開業）
- 昭和2年（1927年）4月1日 信貴生駒電鉄が仮新生駒駅 - 生駒駅 間が開業。仮新生駒駅が廃止。菜畑駅が開業。(現在の近鉄生駒線）
- 昭和4年（1929年）に生駒山上遊園地が開業した。

### 現代
戦中から戦後にかけて、大阪からの疎開者が相次ぎ、松ヶ丘や旭ヶ丘の住宅団地が生じ、生駒駅周辺は門前町、遊楽地から商業地域への変容を始める。阪奈道路開通後、近鉄は信貴生駒スカイラインを建設し、生駒山を六甲山、比叡山に並ぶ都市公園とするため生駒山上遊園地の拡充など巨額を投じた。以後、京都大学理学部附属天文台や各テレビ塔ができ、貸別荘が集積した。
一方、生駒駅北側では生駒台や新生駒台などの高級住宅地が、新設された東生駒駅前や市北部の鹿ノ台や真弓にも学園前駅を起点とした大規模な高級住宅地がそれぞれ造成された。
- 昭和26年（1951年）9月10日 戦前より開業していた 茸山駅が常設駅となり東山駅に改称。

- 昭和27年（1952年）12月4日 - 当時の北倭村を通る二級国道163号大阪四日市線が指定。
- 昭和29年（1954年）1月20日 - 主要地方道枚方大和高田線と主要地方道大阪枚岡奈良線が指定。
- 昭和31年（1956年）12月13日 - 生駒線の生駒駅が奈良線の駅に統合。
- 昭和34年（1959年）6月9日 - 阪奈道路が片側1車線の有料道路として開通した。
- 昭和39年（1964年）
  - 4月28日 - 信貴生駒スカイラインが開通。
  - 7月9日 - 二級国道163号大阪四日市線が一般国道163号へ改称。
  - 7月23日 - 近鉄奈良線の従来の生駒トンネルよりも大型断面の新生駒トンネルが貫通し、これにあわせて導入された大型通勤電車の近鉄900系電車と近鉄8000系電車によって、生駒から大阪への通勤輸送の役割がより強化された。
  - 9月30日 - 信貴生駒電鉄（信貴電）が近畿日本鉄道に合併され近鉄生駒線となる。
- 昭和40年代に入れば大規模な住宅地建設が相次ぐなど都市化が本格的に進み、人口も急増し県内有数のベッドタウンとなった。
- 昭和42年（1967年） - 生駒町中南部の電話番号に市内局番が導入、生駒3局と壱分7局となる。
- 昭和43年（1968年）3月20日 - 東生駒駅が開業。
- 昭和44年（1969年）12月4日 - 一般国道308号が指定。
- 昭和45年（1970年）3月1日 - 阪奈道路が全線4車線化。
- 昭和46年（1971年）
  - - 生駒高山電話局の完成に伴い生駒町全域の電話自動化が完成。
  - 6月26日 - 主要地方道大阪枚岡奈良線が一般府県道へ降格。
  - 11月1日 - 奈良県9番目の市として市制施行し、同時に市章を制定した。東京都多摩市、神奈川県座間市・海老名市と同時市制であり、隣接する交野市の市制より2日早かった。
- 昭和51年（1976年）
  - 4月1日 - 主要地方道奈良生駒線と主要地方道大阪生駒線が指定。
  - 人口が5万人を超す。

- 昭和54年（1979年） - 阪奈道路の辻町インターチェンジが開業。
- 昭和55年（1980年）4月23日：萩の台駅が開業。
- 昭和56年（1981年）
  - 4月30日 - 主要地方道枚方大和高田線の斑鳩町龍田以北が一般国道168号へ昇格。
  - 12月25日 - 阪奈道路が無料化。
  - 新市庁舎完成・移転。
  - 市歌制定。
- 昭和57年（1982年）
  - 4月1日 - 主要地方道枚方大和郡山線と主要地方道生駒井手線が指定。
  - 生駒駅前南口地区第一種市街地再開発事業といて、グリーンヒルいこまが完成する。（当再開発事業は翌年事業完了）
- 昭和59年（1984年）- 第39回国民体育大会わかくさ国体・ハンドボール競技会を開催。昭和天皇がご臨席される。
- 昭和61年（1986年）10月1日 - 近鉄東大阪線（現・近鉄けいはんな線）が開業。大阪市営地下鉄（現・大阪メトロ）中央線と相互直通運転が開始される。
- 昭和62年（1987年） - 生駒市北部の高山地域が関西文化学術研究都市に指定された。
- 平成2年（1990年）
  - 奈良県下で3番目の10万人以上都市になる。
  - 関西文化学術研究都市・高山クラスターにおける高山第一工区の開発に着手

- 平成4年（1992年）12月13日 - 菜畑付近が高架化。
- 平成5年（1993年）
  - 5月11日 - 主要地方道生駒精華線が指定。
  - 1月29日：元山上口駅 - 萩の台駅間が線路移設され、0.2km短縮。東山駅が移設。
- 平成9年（1997年）
  - 3月19日 - 生駒駅前北口第1地区市街地再開発事業が竣工し、アントレいこまがオープン、合わせてアントレいこま①において近鉄百貨店生駒店が開業。
  - 4月23日 - 第二阪奈道路が開通。
  - 6月10日 - 市内局番が2桁化。
  - 家庭版として全国で初めて「こども110番の家」制度を始める。以降、全国に普及。
- 平成17年（2005年）生駒駅前北口第四地区市街地再開発事業が完了。（店舗、事務所付き共同住宅や南都銀行生駒支店、KONAMIスポーツクラブが立地。）
- 平成18年（2006年）3月27日 - 近鉄けいはんな線が学研奈良登美ヶ丘駅まで延長。（あわせて白庭台駅・学研北生駒駅開業）
- 平成21年（2009年）3月20日 - 阪神なんば線が開通し、近鉄と阪神が相互直通運転を開始し、奈良から神戸間が直通。
- 平成26年（2014年）
  - 2月1日 - 生駒ふるさとミュージアム開館。
  - 3月7日 - 環境モデル都市に認定。
  - 4月20日 - -生駒駅前北口第二地区市街地再開発事業が完了し、ベルテラスいこま開業。「関西まちづくり賞」を受賞。
- 平成27年（2015年）生駒市図書館が第1回ビブリオバトル全国大会を開催。全国で初めての社会人までを対象にした年齢無制限の全国規模の大会、ビブリオバトルである。
- 平成29年（2017年）7月18日 - 地域小売電気事業者いこま市民パワー株式会社設立。（詳細は後述）
- 平成30年（2018年）8月29日 - 近鉄生駒鋼索線（生駒ケーブル）開業100周年
- 令和元年（2019年）7月1日 - SDGs未来都市に認定。
- 令和3年（2021年）11月11日 - 市政50周年を迎え、前年から翌年にかけて記念事業が行われる。
- 令和4年（2022年）5月17日 - 生駒線・旧東信貴鋼索線開業100周年を迎える。
- 令和5年（2023年）4月28日 - 総務省による脱炭素先行地域に住宅地公募モデルとしては全国で初めて選定される。

### 市名の由来
- 定説

縄文時代に使用されていた言語で生駒がどう呼ばれていたかに生駒の語源・由来を求めた、定説は次のようなものだ。（生駒検定より）
縄文時代に生駒付近で住まいしていた人々のことを日本書紀は愛瀰詩（えみし）と呼んでる。これは、三文字とも麗わしい文字を使用している（「瀰」は水の盛なさまの意）ように尊称である。。日本書紀は愛瀰詩を「一人で百人に当るほど強いが、戦わない人々」と紹介してる。この愛瀰詩（縄文人）が使用した縄文語の研究によれば、「イコマ」はもともと「イ・コマ」ではなく「イコ・マ」であり、イコ・マの語源を遡れば、イコ・マ→イク・オマ→ユック・オマー（yuk‐oma）となり、ユック・オマーとは、ユックがオマー（そこにいる。）という意味である。。ユックとは、当時、生駒山にたくさん生息していた鹿のことだ。
縄文時代、水の豊かな生駒山系一帯の、木の実の豊かな雑木の原始林には狩猟対象の動物が沢山棲息し、縄文人にとって生駒山は四季を通じて獲物の宝庫で、山に分け入って狩りさえすれば山の幸が必ず授かり人々は飢餓におち入らずに済んだという有難い山であった。そこで誰が言うともなく、この山は「ユックがそこにいる」山、すなわち「ユックのオマー（そこにいる）」山→「イク・オマ」の山→「イコ・マ」の山→「イコマ」の山と呼ばれるようになった。そしてやがて、イコマには膽駒、射駒、伊駒、伊古麻、伊故麻、生馬、往馬などの漢字が宛てられていった。
- 諸説

高原だから「イ（接頭語）・コマ（高原）」。放牧地（牧場）があったから｢イ（接頭語）・コマ（駒＝馬）｣。奥まった小盆地（谷筋）が多いから｢イ（接頭語）・クマ（隈）→イコマ｣。大和の国の西方の隅（すみ）に位置するから「イリ（入り）・クマ（隅）→イコマ｣。分かれ嶺があるから「クマル（分）→イコマ」。生駒への渡来人の国にちなんで「イ（接頭語）・コマ（高句麗）」。生きた駒（馬）のような山容をしているから。山中を駒（馬）が走り回っていたから。
これらはいずれも、弥生時代にまで遡って当時に使用されていた言語で生駒がどのように呼ばれていたかに語源・由来を求めるものだが、生駒にはすでに弥生時代以前の縄文時代に人が住まいしており、この時代にまで遡ったものでないので定説（ある事柄について、その説が正しいと広く認められている説・学説）とは言い難い。

### 行政区画の変遷
- 1889年（明治22年）4月1日 - 町村制の施行により、平群郡山崎村・谷田村・俵口村・小明村・辻村・菜畑村の区域をもって北生駒村（きたいこまむら）が発足。
- 1897年（明治30年）4月1日 - 所属郡が生駒郡に変更。
- 1921年（大正10年）2月11日 - 町制施行・改称して生駒町となる。
- 1955年（昭和30年）3月10日 - 南生駒村を編入。
- 1957年（昭和32年）3月31日 - 北倭村を編入。
- 1971年（昭和46年）11月1日 - 市制施行して生駒市となる。

市域の変遷
| 明治22年 | 明治29年 | 大正10年 | 昭和30年 | 昭和32年 | 昭和46年 | 現在   |
| -------- | -------- | -------- | -------- | -------- | -------- | ------ |
| 奈良県   |          |          |          |          |          |        |
| 平群郡   | 生駒郡   | 生駒郡   | 生駒郡   | 生駒郡   | 生駒市   | 生駒市 |
| 南生駒村 | 南生駒村 | 南生駒村 | 生駒町   | 生駒町   | 生駒市   | 生駒市 |
| 北生駒村 | 北生駒村 | 生駒町   | 生駒町   | 生駒町   | 生駒市   | 生駒市 |
| 添下郡   | 北倭村   | 北倭村   | 北倭村   | 生駒町   | 生駒市   | 生駒市 |
| 北倭村   | 北倭村   | 北倭村   | 北倭村   | 生駒町   | 生駒市   | 生駒市 |

## 行政
2007年4月に当時の市長中本幸一、当時の市議会議長の酒井隆が生駒市発注の足湯の公共事業や、総合スポーツ公園用地売却に関してあっせん収賄等で逮捕され、大阪地裁、高裁、最高裁とも実刑の有罪判決が下される。なお、中本は2012年5月10日に肝臓がんで死去している。
山下真元市長（現・奈良県知事）のもと、市民投票条例案について検討がなされたが、同条例案の投票資格者に18歳以上の国民及び一定の要件を満たした18歳以上の定住外国人も含んでいる。これについては、事実上の外国人参政権付与との意見もあるが、投票結果に拘束力を持たすものではないため、間接民主主義を補完するものとして捉える意見もある。
2017年には大阪ガスなどの出資を得て、地方公共団体と大手エネルギー会社初の共同による地域小売電気事業者「いこま市民パワー株式会社」が設立され、小紫雅史市長が社長に就任した。
なお、衆議院議員選挙の選挙区は「奈良県第1区」、奈良県議会議員選挙の選挙区は「生駒市選挙区」（定数：4）となっている。
財政の健全性を示す経常収支比率は県内市町村平均、全国市町村平均を下回り健全性は高い。また財政力指数は県内一位である。

### 市長
- 市長：小紫雅史（2015年4月 - ）
  - 副市長：領家誠（2024年11月 - ）

歴代市長
| 代 | 氏名     | 就任年月日                | 退任年月日                | 備考                                  |
| -- | -------- | ------------------------- | ------------------------- | ------------------------------------- |
| 1  | 平本留吉 | 1971年（昭和46年）11月1日 | 1974年（昭和49年）2月2日  | 市制施行（昭和46年11月1日）           |
| 2  | 前川具治 | 1974年（昭和49年）2月3日  | 1978年（昭和53年）2月2日  |                                       |
| 3  | 前川具治 | 1978年（昭和53年）2月3日  | 1982年（昭和57年）2月2日  | 2期                                   |
| 4  | 前川具治 | 1982年（昭和57年）2月3日  | 1986年（昭和61年）2月2日  | 3期                                   |
| 5  | 前川具治 | 1986年（昭和61年）2月3日  | 1990年（平成02年）2月2日  | 4期                                   |
| 6  | 前川具治 | 1990年（平成02年）2月3日  | 1994年（平成06年）2月2日  | 5期                                   |
| 7  | 中本幸一 | 1994年（平成06年）2月3日  | 1998年（平成10年）2月2日  |                                       |
| 8  | 中本幸一 | 1998年（平成10年）2月3日  | 2002年（平成14年）2月2日  | 2期                                   |
| 9  | 中本幸一 | 2002年（平成14年）2月3日  | 2006年（平成18年）2月2日  | 3期                                   |
| 10 | 山下真   | 2006年（平成18年）2月3日  | 2010年（平成22年）2月2日  |                                       |
| 11 | 山下真   | 2010年（平成22年）2月3日  | 2014年（平成26年）2月2日  | 2期                                   |
| 12 | 山下真   | 2014年（平成26年）2月3日  | 2015年（平成27年）2月26日 | 3期、奈良県知事選挙に出馬するため退任 |
| 13 | 小紫雅史 | 2015年（平成27年）4月27日 | 2019年（平成31年）4月26日 |                                       |
| 14 | 小紫雅史 | 2019年（平成31年）4月27日 | 2023年（令和5年）4月25日  | 2期                                   |
| 15 | 小紫雅史 | 2023年（令和5年）4月26日  |                           | 3期                                   |

### 姉妹都市・提携都市

#### 国内
姉妹都市・友好都市
- 上北山村（近畿地方 奈良県 吉野郡）
  - 1990年（平成2年）4月4日 - 姉妹都市提携締結。
- 敦賀市（中部地方 福井県）
  - 2021年（令和3年）11月2日 - 友好都市提携締結。

かつての友好都市
- 1990年（平成2年）4月4日に、生駒市のシンボルの1つである竹に起因して兵庫県城崎郡竹野町と友好都市提携を締結していたが、2005年（平成17年）4月1日に竹野町が合併し豊岡市となったことを理由に、2006年（平成18年）10月をもって、友好都市提携を解消した。

## 議会・国政選挙

### 市議会
- 定数：22人[27]
- 議長：吉村善明
- 副議長： 惠比須 幹夫

### 衆議院
- 選挙区：奈良1区（奈良市〈旧都祁村域を除く〉、生駒市）
- 投票日：2024年10月27日
- 当日有権者数：390,044人（市内: 97,201人）
- 投票率：60.04%(市内:62.71%)

| 当落 | 候補者名 | 年齢 | 所属党派   | 新旧別 | 得票数   | 重複 |
| ---- | -------- | ---- | ---------- | ------ | -------- | ---- |
| 当   | 馬淵澄夫 | 64   | 立憲民主党 | 前     | 90,323票 | ○    |
| 比当 | 小林茂樹 | 60   | 自由民主党 | 前     | 73,214票 | ○    |

## 施設
郵便局
- 日本郵便株式会社
  - 生駒郵便局（谷田町） - 集配局。

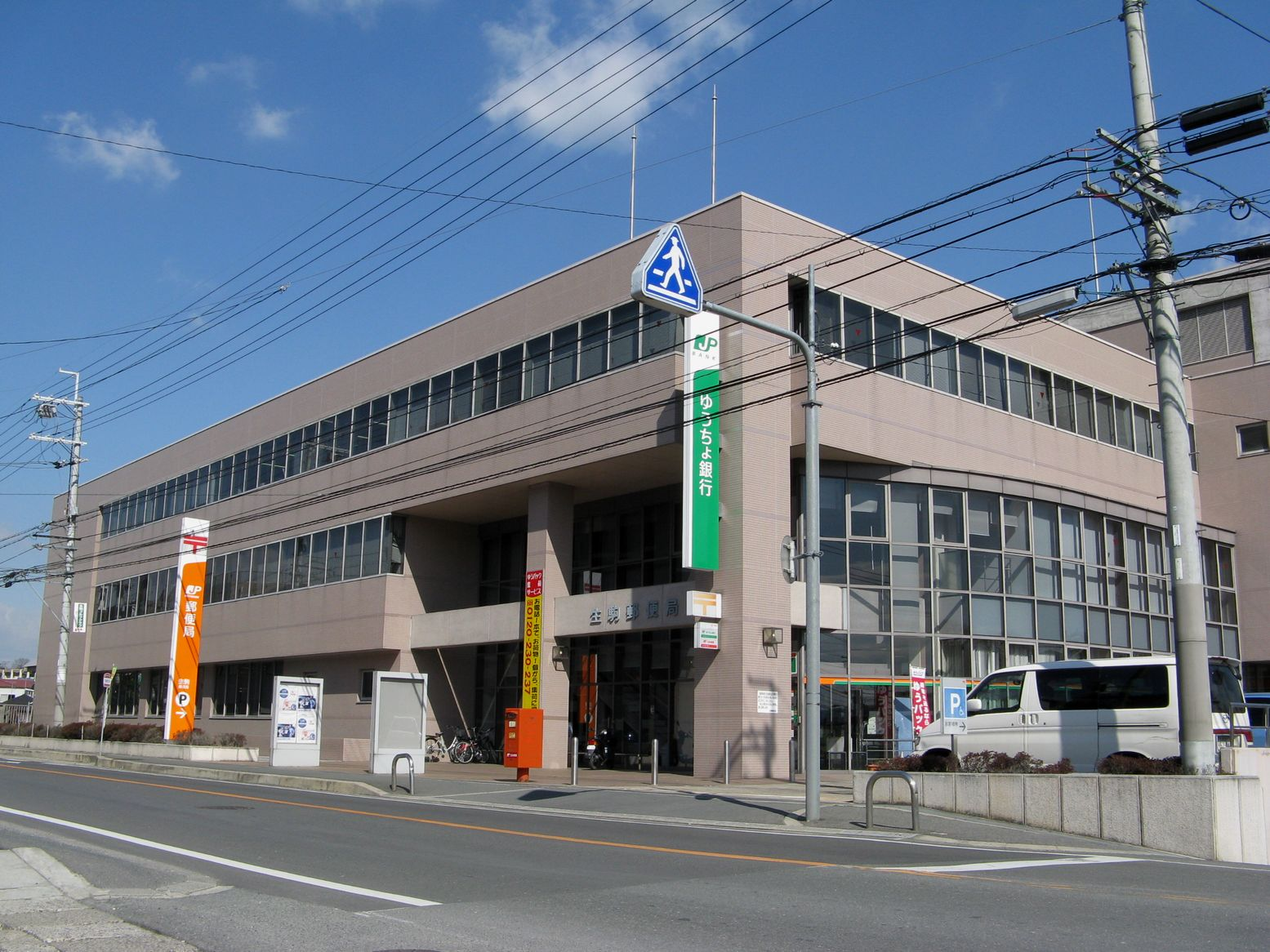
生駒郵便局／ゆうちょ銀行生駒店

  - 高山郵便局（上町＝かみまち） - 元集配局。
  - 生駒鹿ノ台（しかのだい）郵便局（鹿ノ台南）
  - 生駒北大和郵便局（北大和）
  - 生駒あすか野郵便局（あすか野南）
  - 生駒台郵便局（俵口町）
  - 東生駒郵便局（東生駒）
  - 生駒本町郵便局（本町）
  - 生駒中菜畑（なかなばた）郵便局（中菜畑）
  - 南生駒郵便局（小瀬町＝おぜちょう）
  - 生駒萩の台郵便局（萩の台）

生駒市内の郵便番号は「630-01xx」「630-02xx」（いずれも生駒郵便局の集配担当）となっている。なお、「630-01xx」区域（高山地区など）は民営化以前は高山郵便局が集配業務を担当していた（生駒郵便局の項も参照）。
博物館
- 生駒ふるさとミュージアム

美術館
- 緑ヶ丘美術館[28]
- 生駒市立芸術会館美楽来
- 生駒山アートプレイス「日1日（ひ・いち・にち」
- 大雲書庫美術館
- 東生駒ギャラリー宗
- Kinachick no Mori

その他
- 生駒市生涯学習施設
  - たけまるホール（旧中央公民館）
  - 鹿の台ふれあいホール
  - 生駒市図書会館
  - 北コミュニティセンターISTAはばたき
  - 南コミュニティセンターせせらぎ
  - 芸術会館美楽来
- 花のまちづくりセンターふろーらむ

図書館は市内5ヶ所あり、県内市町村で最多である。
- 本館 - 生駒市図書館（図書会館）（辻町）
- 生駒駅前図書室（ベルテラスいこま内）（北新町）
- 北分館（北コミュニティセンターISTAはばたき内）（上町）
- 南分館（南コミュニティセンターせせらぎ内）（小瀬町）
- 鹿の台図書室（鹿の台ふれあいホール内）（鹿の台南）

## 経済
人口は多いが衛星都市という性質が強いのため、人口の割に地域内総生産は小さい。市内経済の産業構造に占める割合は不動産業、保健衛生・社会事業の順に大きいが、特色として、情報通信業、不動産業、教育が盛んであり、第三次産業の集積が顕著である。

### 第一次産業

#### 農業
かつては市内の平坦地の多くに水田が広がり、丘陵地では灌漑施設を整備し棚田がみられたが、市内各地で宅地開発が行われたため、現在は耕地面積は農地は約6.6%で、主に市の南北の川沿い（富雄川・竜田川）に分布する。231の経営体からなり、年間農業生産額は2億8000万円である。主に米作が盛んで、農業生産の約7割、経営体の約8割を占める。また、次いで野菜の生産が多い。
農業協同組合（JAならけん）
- 生駒支店・生駒ローン営業センター（山崎町）
  - 南生駒出張所（小瀬町）
  - 北倭出張所（高山町）

### 第二次産業

#### 工業

##### 地区
- 北田原準工業地域 (学研生駒テクノエリア)
- 学研高山地区

###### 地場産業

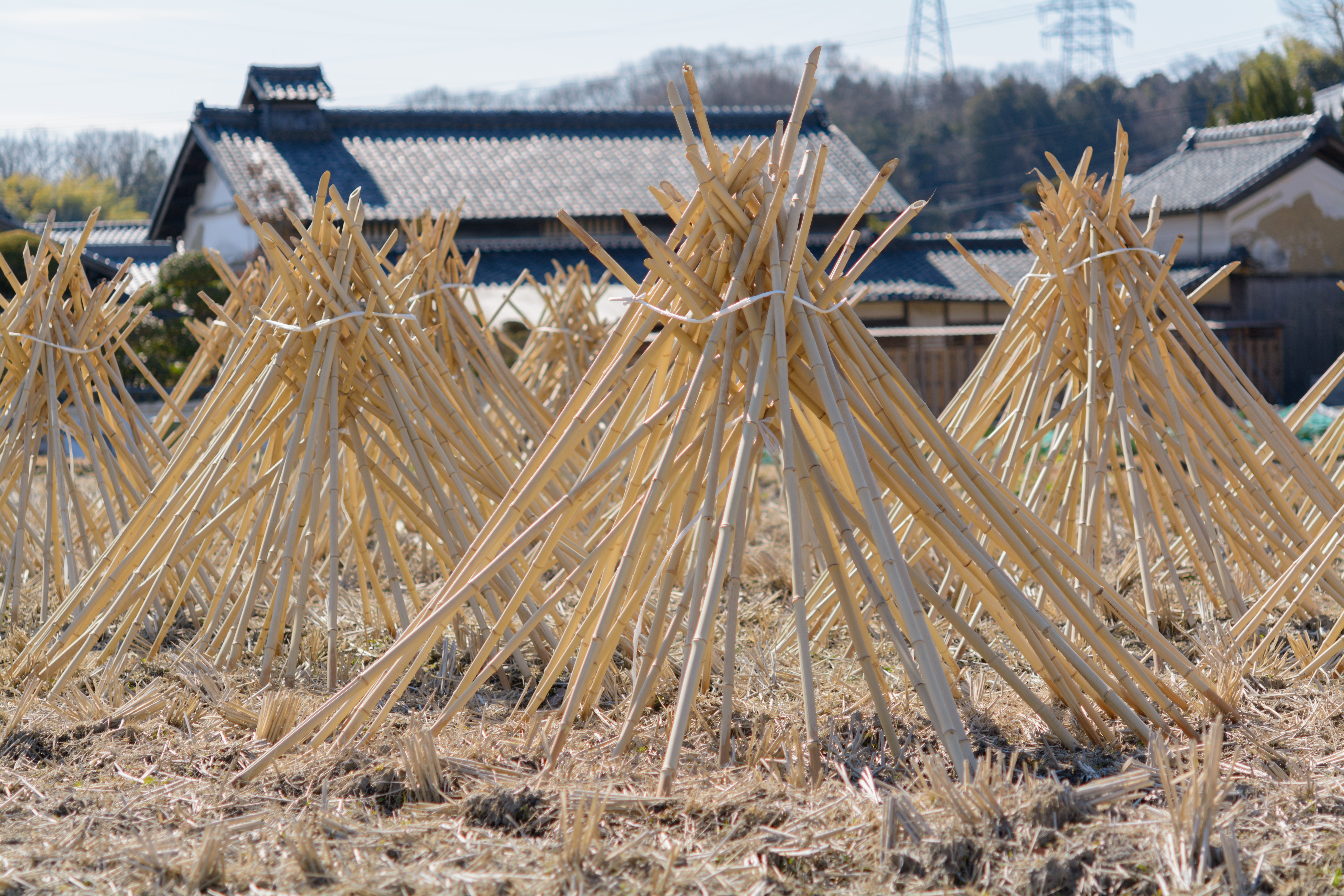
竹の寒干し、高山地区にて

- 茶筌
  - 茶筌は生産量日本一[33]（同時に世界一）である。
  - 奈良県生駒警察署では交通安全を呼びかけるキャッチフレーズとして『む茶筌といて』（無茶せんといて）という幕がかかっている。
  - ベルテラスいこま内の生駒市のアンテナショップ「おちやせん」の名前も茶筌と、生駒市の永続的発展を願いつけられた[34]。
- 茶道具
- 竹編み針

### 第三次産業

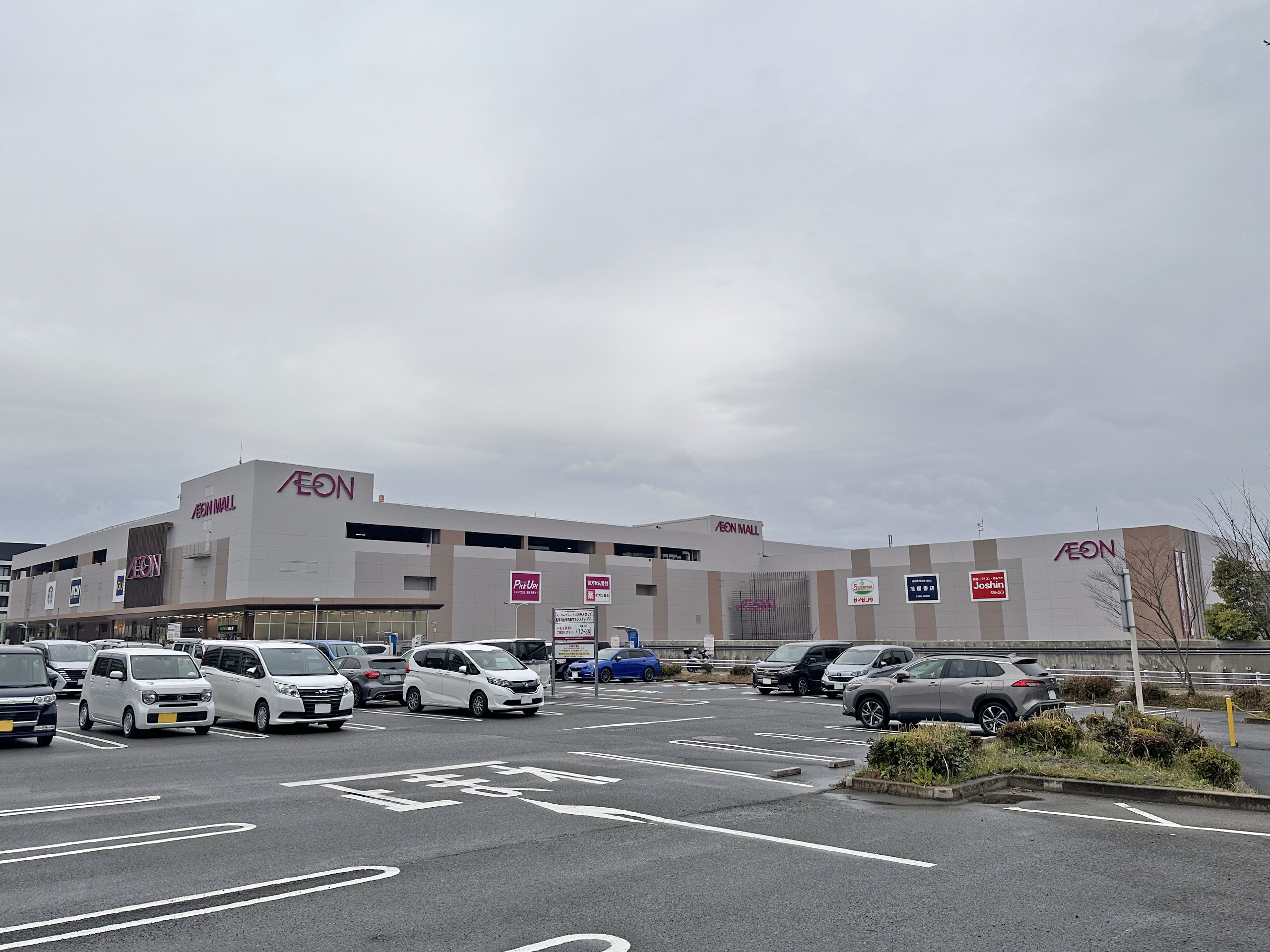
イオンモール奈良登美ヶ丘

#### 商業
主な商業施設
商業施設は近鉄生駒駅周辺の商店街やデパート、国道168号沿いのいわゆる郊外型の大型スーパーや量販店、けいはんな線新駅周辺のファッションビルに集中していたが、旧来の商店街も「100円商店街」などの取り組みを行なうなど、活性化に向けた取り組みが見られる。
大規模店舗の増加とそれによる小規模店の減少で、小売店舗数は年々減少しているが、事業所あたりの売り場面積は増加している。
- 生駒駅周辺
  - アントレいこま（生駒駅及びベルテラスいこまに隣接）
    - 近鉄百貨店生駒店

  - グリーンヒルいこま（元町・生駒駅に隣接）
    - スーパーマーケットKINSHO生駒店→ 2020年1月31日閉店、新生駒店開店

  - ベルテラスいこま（北新町・アントレいこまに隣接）
    - スーパーマーケットKINSHO新生駒店

  - ぴっくり通り商店街（元町）（「ぴっくり通り」の「ぴ」は「PI」で「BI」ではない）

- 国道163号周辺
  - イオンモール奈良登美ヶ丘（鹿畑町）
    - イオン登美ヶ丘店 他

- 国道168号周辺
  - ヒルステップいこま（小明町）
    - ユニクロ生駒店
    - キリン堂生駒店

  - Joshin東生駒店（小明町）
  - 万代菜畑店（中菜畑）
  - オークワ生駒菜畑店（中菜畑）
  - ホームセンターダイキ南生駒店（小瀬町）

- 奈良県道142号周辺
  - コーナン生駒店（俵口町・ならコープに隣接）
  - ならコープ ディアーズコープいこま（俵口町・コーナンに隣接）
  - ロイヤルホームセンター生駒店（谷田町） → 2016年9月18日閉店（ジャスコ生駒店の跡地にあった）
  - 万代生駒店（谷田町・ロイヤルホームセンター生駒店（上述）の跡に2017年2月7日開店）

- 生駒市道1号周辺
  - ファッションセンターしまむら（壱分町・ジップドラッグに隣接）
  - ジップドラッグ東洋生駒南店（壱分町・中村屋及びしまむらに隣接）
  - スーパー中村屋東生駒店（壱分町・ジップドラッグに隣接）
- 奈良県道7号周辺
  - 高山製菓
  - コメリパワー生駒店
  - スターバックスコーヒー北生駒ならやま大通り店
  - スーパーセンターオークワ生駒上町店
  - 川端風太郎

##### 金融機関
南都銀行の支店を除くと、有人店舗は近鉄生駒駅前周辺に集中している。国内4大銀行の内、三菱UFJ銀行のみ有人店舗が存在しない。
- 三井住友銀行 生駒支店（生駒東支店と統合）（元町）
- みずほ銀行 生駒支店（北新町）
- 南都銀行 生駒支店（南生駒支店と統合）（北新町）・真弓支店（真弓南）（学園前支店へ移転、共同店舗化[37]）・白庭台駅前支店（白庭台）・東生駒支店（東生駒）
- 京都銀行 生駒支店（谷田町）・登美ヶ丘支店（鹿畑町）
- りそな銀行 東生駒支店（東生駒）
- 奈良信用金庫 生駒支店（谷田町）（上記の統合閉店した三井住友銀行生駒東支店の跡地）
- 大和信用金庫 生駒支店（東松ケ丘）

なお、大阪近郊では、みずほ銀行以外の都市銀行3行が出店している地域は多数（大阪府富田林市、松原市、箕面市、奈良県橿原市など）あるが、この3行の組み合わせで出店している市町村は他にない。
- ゆうちょ銀行
  - 生駒店（谷田町／生駒郵便局に併設） - 正式名称は「大阪支店生駒出張所」。ATMはホリデーサービス実施。
  - 大阪支店 近鉄百貨店生駒店内出張所（谷田町）（ATMのみ／ホリデーサービス実施）
  - 大阪支店 イオンモール奈良登美ヶ丘内出張所（鹿畑町）（ATMのみ／ホリデーサービス実施）

その他全郵便局にATMが設置されており、高山・生駒本町・萩の台の各郵便局ではホリデーサービスを実施。

#### 情報通信
KCN（近鉄ケーブルネットワーク）の本社、放送センターがある。詳細はマスメディアの項を参照されたし。

#### 生活関連サービス業
上記の通り、教育関連（学習塾、予備校、個人塾など）が盛んである。
生駒市の一つの象徴でもある生駒山上遊園地が市を代表する娯楽施設である。
かつて絶叫系ジェットコースターなどを売りにし、最盛期の1972年には年間72万人が来訪していたが、ユニバーサル・スタジオ・ジャパンなどの開業により、来場者は大きく落ち込み2013年には年間16万人まで減少していた。近年、1999年から始めた生駒山へのハイキング客向けに入園料無料化や、同じく近鉄系列で地理的にも近いあやめ池遊園地の閉園を機に、対象を子供連れのファミリー層ややカップル層などに変え、遊具の再整備・ベビーカーなど向けの対応を行なった結果、遠足客も増えて2017年には（2013年の1.5倍となる）24万人が年間に来訪し、2023年にはV字回復を遂げた。イベント時にはケーブルカー（山上遊園地への主要なアクセス線）が数時間待ちになるなど、混雑が激化する光景も見られるほどになった。

### その他
総務省の令和5年度地価調査によれば、住宅地平均地価は94,800 円/m2である。また、同省自治税務局の令和2年度市町村税課税状況等の調によれば、平均所得は409万円で県内最高である。

## マスメディア
生駒市は放送関連施設が多数あり、生駒山にはNHK大阪や関西準キーテレビ局などの親局送信所（生駒市は朝日放送テレビ、読売テレビのみ）が立ち並ぶ他、奈良県北部一円にエリアを広げるKCN（近鉄ケーブルネットワーク）の本社・スタジオも生駒市に所在する。
その他、1978年から1986年にかけて世界初のCATVを利用した双方向映像配信実験（Hi-OVIS実験）が行なわれた。実験区域は東生駒駅周辺で、実験用の放送センターは東生駒駅前に設けられた。建物は現在もKCNのスタジオとして使われている。また、駅前には記念碑が建っている。
2003年より開始した地上デジタル放送においても、関西（在阪）テレビ局デジタル送信所の多くが生駒山に建っている。なお、毎日放送はデジタル放送の送信所をアナログの東大阪市から生駒市に、奈良テレビ放送はデジタル放送の送信所をアナログの大和郡山市（松尾山）から生駒市（生駒山奈良県寄り）に移した。
ラジオ放送については、NHK奈良放送局のNHK-FM放送が生駒奈良北中継局を設置する。民放は奈良県には県域放送局そのものが存在しないが、コミュニティFM局のならどっとFMが生駒市内に送信所を、広域局である朝日放送ラジオのFM補完中継局が生駒山頂の生駒市側に設置（テレビ送信所に併設）する。

## 教育

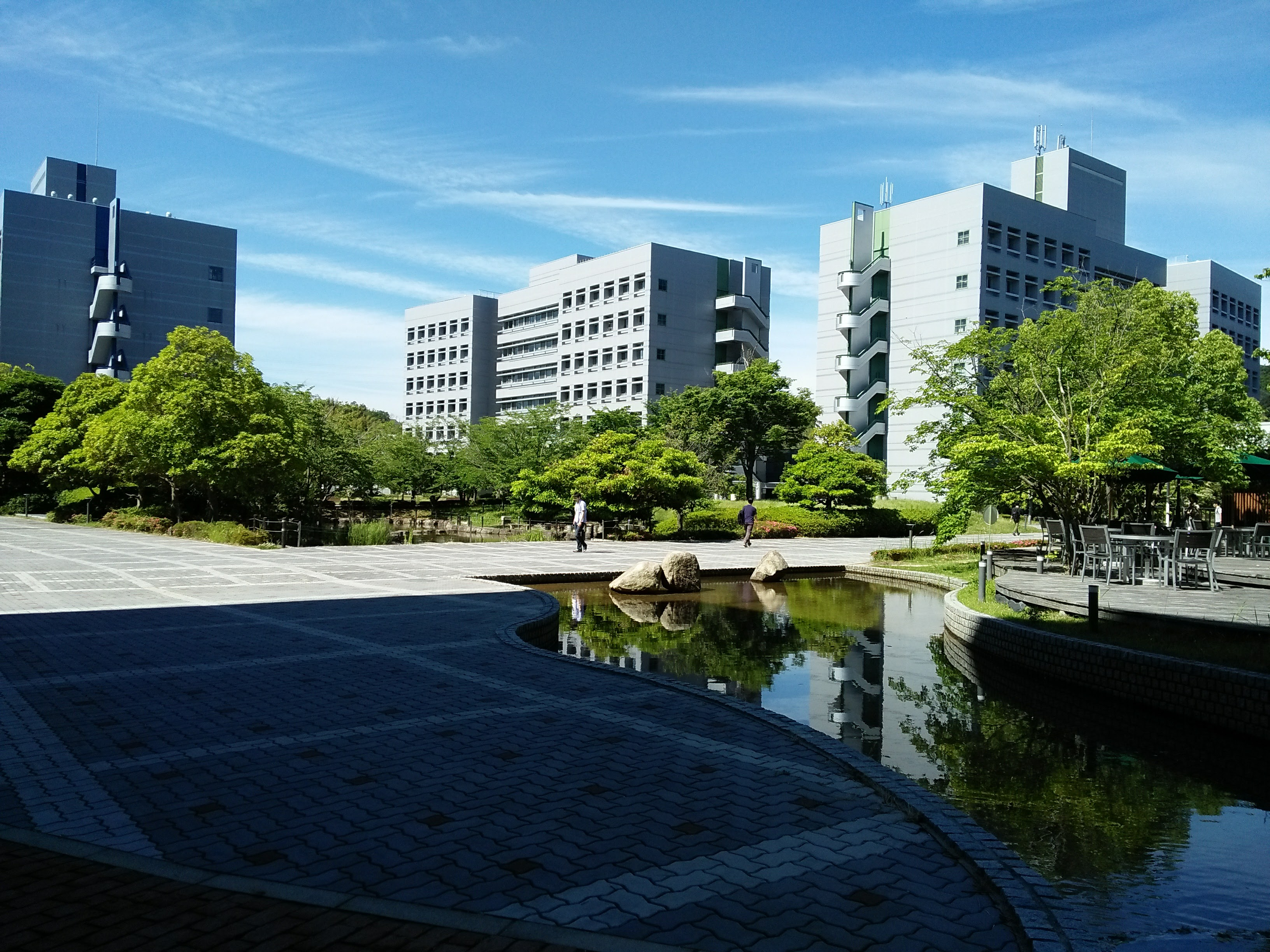
奈良先端科学技術大学院大学

関西文化学術研究都市高山地区に位置するなど生駒市は学園都市の性格を持つ。また大阪の衛星都市という性格上、大阪府下の学校や企業に在籍する市民も多い。また、最終学歴が大卒、大学院卒人口割合は34.97%で近畿地方の人口5万人以上の市町村で3番目に高く、市民の学歴の高さを示す。
部活動においては、吹奏楽（特筆すべきは生駒中学校）とハンドボールが盛んである。

### 大学
国立
- 奈良先端科学技術大学院大学（高山町）

### 高等学校
県立
- 奈良県立生駒高等学校（壱分町）
- 奈良県立奈良北高等学校（上町）旧北大和高等学校校地、2005年度（平成17年度）入学生徒より北大和高等学校、富雄高等学校（奈良市）が統合して現校名に。

### 中学校
市立
- 生駒市立生駒中学校（西松ケ丘）
- 生駒市立生駒北中学校（高山町）
- 生駒市立生駒南中学校（萩原町）
- 生駒市立大瀬中学校（小瀬町）
- 生駒市立上中学校（上町）
- 生駒市立光明中学校（小明町）
- 生駒市立鹿ノ台中学校（鹿ノ台）
- 生駒市立緑ヶ丘中学校（緑ケ丘）

### 小学校
市立
- 生駒市立あすか野小学校（あすか野）
- 生駒市立生駒小学校（山崎町）
- 生駒市立生駒北小学校（高山町）
- 生駒市立生駒台小学校（新生駒台）
- 生駒市立生駒東小学校（東生駒）
- 生駒市立生駒南小学校（萩原町）
- 生駒市立生駒南第二小学校（小平尾町）
- 生駒市立壱分小学校（壱分町）
- 生駒市立桜ヶ丘小学校（桜ケ丘）
- 生駒市立鹿ノ台小学校（鹿ノ台）
- 生駒市立俵口小学校（俵口町）
- 生駒市立真弓小学校（真弓）

### インターナショナルスクール
- 生駒聖書学院（俵口町）
- 関西聖書学院（門前町）

## 交通

### 鉄道

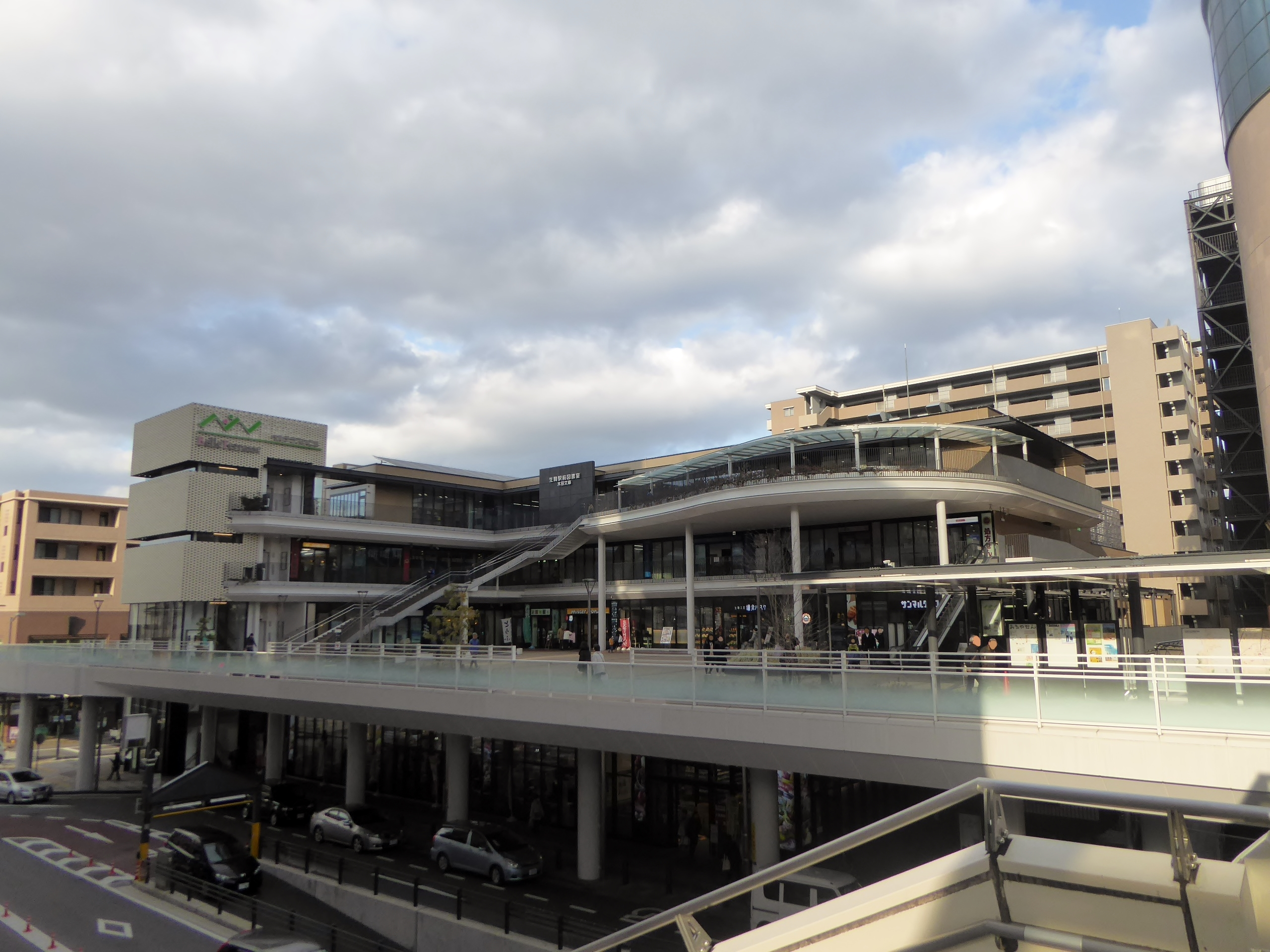
生駒駅

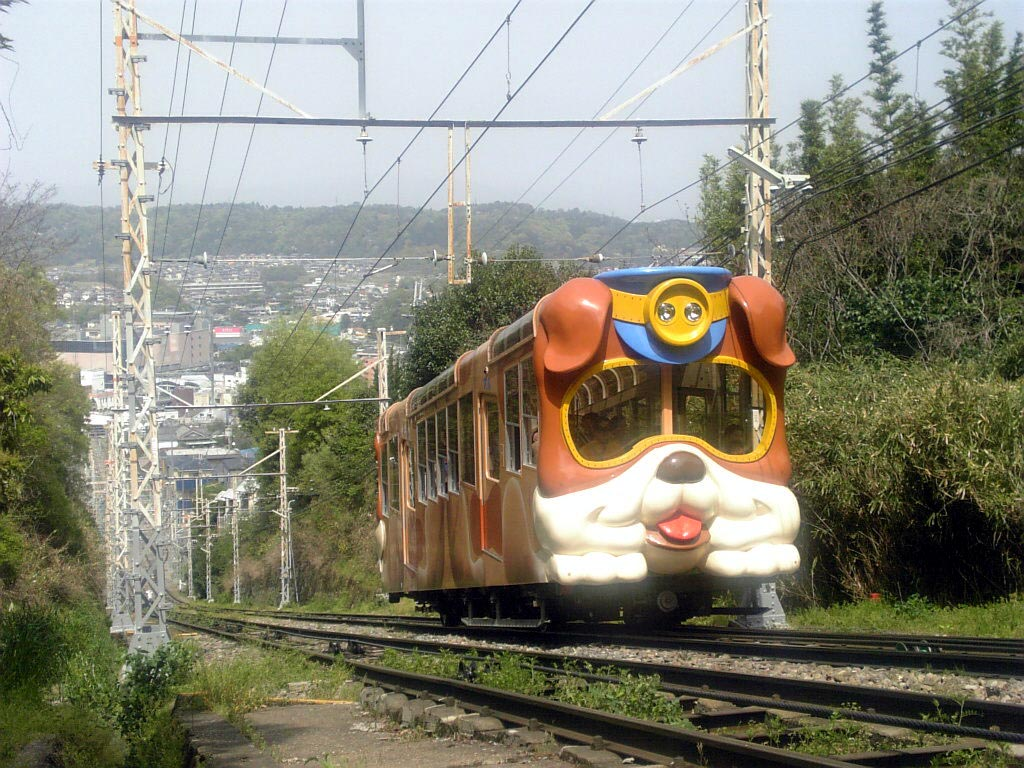
近鉄生駒ケーブル

中心となる駅：生駒駅
生駒駅より大阪市内の鶴橋駅まで13 - 15分ノンストップの快速急行が大阪難波・神戸三宮方面へ終日高頻度で運転されている。4線6方向が合流する関西有数のジャンクション駅である。
近畿日本鉄道（近鉄）
- 近鉄奈良線：生駒駅 - 東生駒駅
- 近鉄生駒線：生駒駅 - 菜畑駅 - 一分駅 - 南生駒駅 - 萩の台駅 - 東山駅
- 近鉄けいはんな線：生駒駅 - 白庭台駅 - 学研北生駒駅 - 学研奈良登美ヶ丘駅
- 近鉄生駒鋼索線：鳥居前駅 - 宝山寺駅 - 梅屋敷駅 - 霞ヶ丘駅 - 生駒山上駅

また、学研奈良登美ヶ丘駅は奈良市を所在地とするが、駅施設の一部が生駒市域となっている。

乗車人員数
| 駅名                   | 平成28年度 | 平成29年度 | 平成30年度 | 令和2年度  | 令和2年度  | 令和3年度  | 令和6年度 |
| ---------------------- | ---------- | ---------- | ---------- | ---------- | ---------- | ---------- | --------- |
| 生駒駅                 | 8,249,564  | 8,324,961  | 8,214,475  | 8,268,291  | 6,428,285  | 6,805,781  | 7,331,410 |
| 東生駒駅               | 3,290,881  | 3,341,471  | 3,221,474  | 3,421,385  | 2,427,570  | 2,717,948  | 2,936,289 |
| 菜畑駅                 | 792,042    | 784,817    | 787,145    | 778,164    | 622,429    | 655,261    | 690,583   |
| 一分駅                 | 1,019,687  | 1,008,512  | 1,011,254  | 1,003,561  | 866,086    | 933,988    | 981,392   |
| 南生駒駅               | 1,064,160  | 1,060,171  | 1,059,878  | 1,056,475  | 872,563    | 903,718    | 943,181   |
| 萩の台駅               | 534,989    | 514,325    | 509,874    | 503,184    | 417,180    | 421,402    | 441,745   |
| 東山駅                 | 630,367    | 646,663    | 636,214    | 624,987    | 505,408    | 536,499    | 567,022   |
| 鳥居前駅               | 177,272    | 182,079    | 195,014    | 220,974    | 151,608    | 174,541    | 211,795   |
| 宝山寺駅               | 114,340    | 112,968    | 107,458    | 124,978    | 97,969     | 106,536    | 112,016   |
| 生駒山上駅             | 74,718     | 80,077     | 79,514     | 107,035    | 66,888     | 81,884     | 117,257   |
| 白庭台駅               | 1,627,246  | 1,633,139  | 1,644,129  | 1,674,085  | 1,372,543  | 1,463,188  | 1,566,328 |
| 学研北生駒駅           | 1,250,658  | 1,259,942  | 1,248,754  | 1,283,747  | 1,045,414  | 1,099,560  | 1,190,037 |
| 市内計                 | 18,825,924 | 18,949,125 | 18,715,183 | 19,066,866 | 14,876,943 | 15,900,300 |           |
| （学研奈良登美ヶ丘駅） |            | 2,661,736  | 2,716,602  | 2,744,610  | 2,746,122  | 2,164,050  |           |

少子高齢化の影響から漸減していたのが、コロナ禍前までは持ち直し、生駒ケーブルを中心に僅かに増加傾向がみられていた。しかし、covid-19の感染拡大やそれによる外出制限の影響を多大に受け、令和2年度は大幅に減少した。令和3年度以降は感染の急拡大もおさまり、経済活動の再開の高まりを受け再び増加に転じている。
生駒山上駅が宝山寺駅より利用者が多くなるのは、生駒山上遊園地の来場者がピークを迎えた1982年(昭和57年)以来であり、稀なことである。

### バス

#### 路線バス
- 奈良交通

| 路線名         | 平成30年度 | 令和元年度 | 令和2年度 | 令和3年度 |
| 富雄庄田       | 449,748    | 438,809    | 338,267   | 422,001   |
| 旭ケ丘         | 312,733    | 308,033    | 226,742   | 234,002   |
| 生駒台循環     | 1,123,945  | 1,116,806  | 762,055   | 767,786   |
| 上町生駒       | 79,948     | 78,609     | 54,253    | 53,397    |
| 北田原         | 262,828    | 265,056    | 234,219   | 241,584   |
| 高の原高山     | 79,534     | 74,018     | 56,670    | 65,980    |
| 帝塚山住宅     | 497,898    | 476,073    | 310,496   | 309,940   |
| 帝塚山大学     | 251,613    | 247,773    | 71,822    | 86,334    |
| 東生駒団地     | 728,785    | 734,571    | 563,383   | 594,161   |
| 生駒ﾆｭーﾀｳﾝ    | 495,392    | 503,447    | 337,776   | 338,772   |
| 生駒ｲﾄーﾋﾟｱ    | 1,530,155  | 1,511,110  | 1,160,688 | 1,194,758 |
| ひかりが丘     | 625,241    | 612,356    | 497,775   | 540,634   |
| ﾊﾟーｸﾋﾙｽﾞ田原  | 1,302,301  | 1,292,178  | 1,008,065 | 1,035,944 |
| 学園前高山     | 289,117    | 284,705    | 311,682   | 343,747   |
| 西登美ケ丘真弓 | 1,237,113  | 1,218,232  | 1,082,463 | 1,004,097 |
| 奈良北高校     | 37,768     | 35,508     | 31,506    | 32,650    |
| 学研関空       | 51,418     | 47,218     | 129       | －        |
| 梅田奈良       | 2,902      | 2,520      | －        | －        |
| 梅田高の原     | 2,604      | 2,401      | －        | －        |
| 近大病院       | 115,803    | 118,049    | 86,498    | 90,160    |
| 生駒市ｺﾐｭﾆﾃｨ   |            |            |           |           |

- コロナ禍を受け、リムジンバスは運休している。
- 生駒市コミュニティバス「たけまる号」（生駒交通、奈良交通が運行）

このほか、四条畷市の田原台に近い地域では四条畷市コミュニティバスも利用可能で、片町線の四条畷駅や忍ケ丘駅へ向かうことができる。
かつては京阪バスや、阪奈道路や信貴生駒スカイライン、国道163号上などに近鉄バスの路線もあった（ただし、同社の貸切バスは生駒市も営業エリアに含まれる）。
また、2024年10月3日より萩の台住宅地において、市初となるグリーンスローモビリティ「はぎくる」が運行を開始した。

### 道路

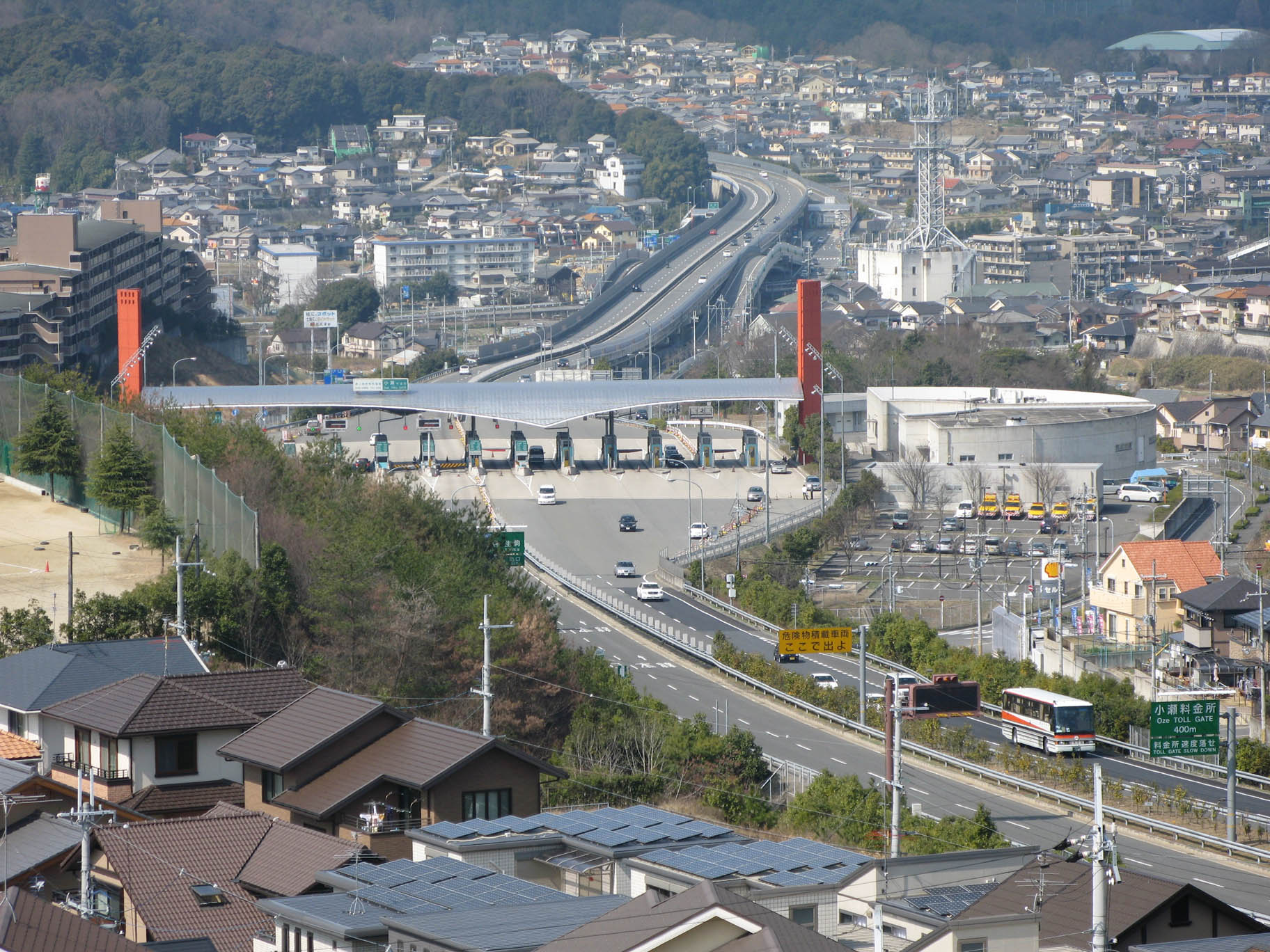
第二阪奈有料道路 小瀬料金所付近

#### 高速道路
- E92第二阪奈道路（壱分ランプ - 小瀬料金所）

#### 有料道路
- 信貴生駒スカイライン

#### 国道
- 国道163号
- 国道168号
- 国道308号

#### 府県道
主要地方道
- 阪奈道路（奈良県道1号奈良生駒線・奈良県道8号大阪生駒線）
- 奈良県道7号枚方大和郡山線
- 奈良県道・京都府道65号生駒井手線
- 奈良県道・京都府道72号生駒精華線

一般県道
- 奈良県道104号谷田奈良線
- 奈良県道142号生駒停車場宛木線
- 奈良県道237号生駒停車場宝山寺線
- 大阪府道・奈良県道701号中垣内南田原線
- 大阪府道・奈良県道702号大阪枚岡奈良線

#### 市道
主要市道
主要な生駒市道として23路線が指定されている。

## 名所・旧跡・観光スポット

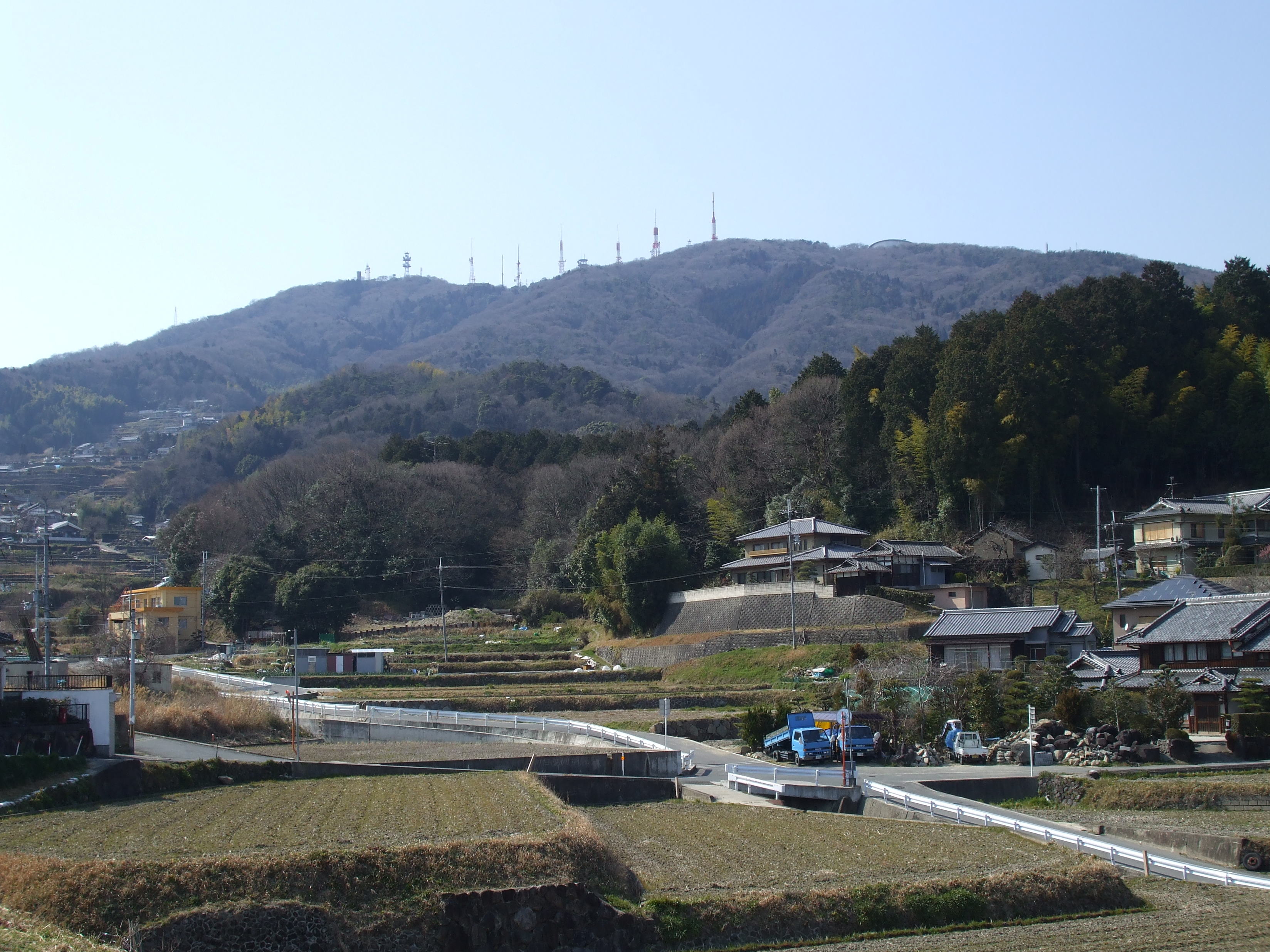
生駒山

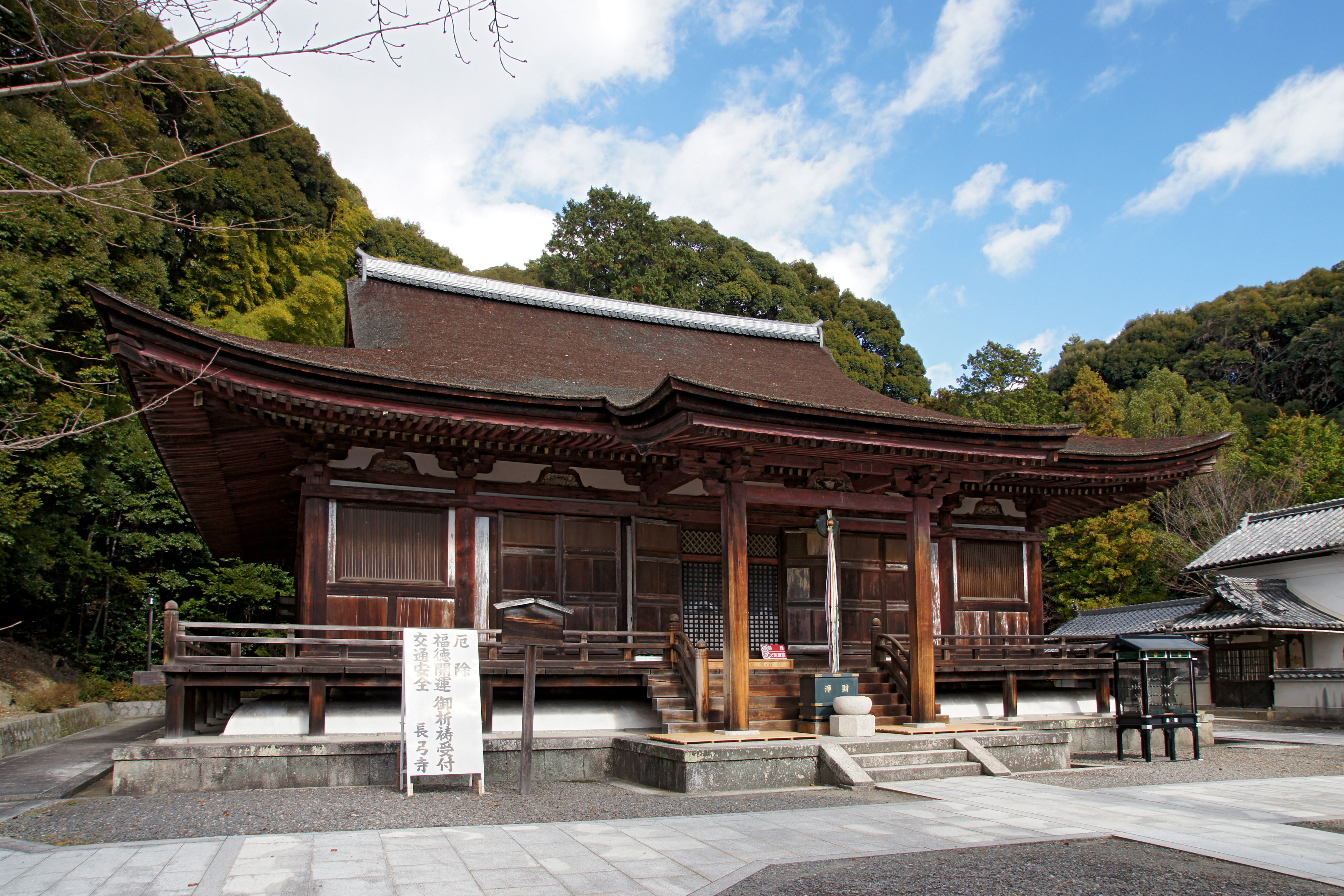
長弓寺本堂（国宝）

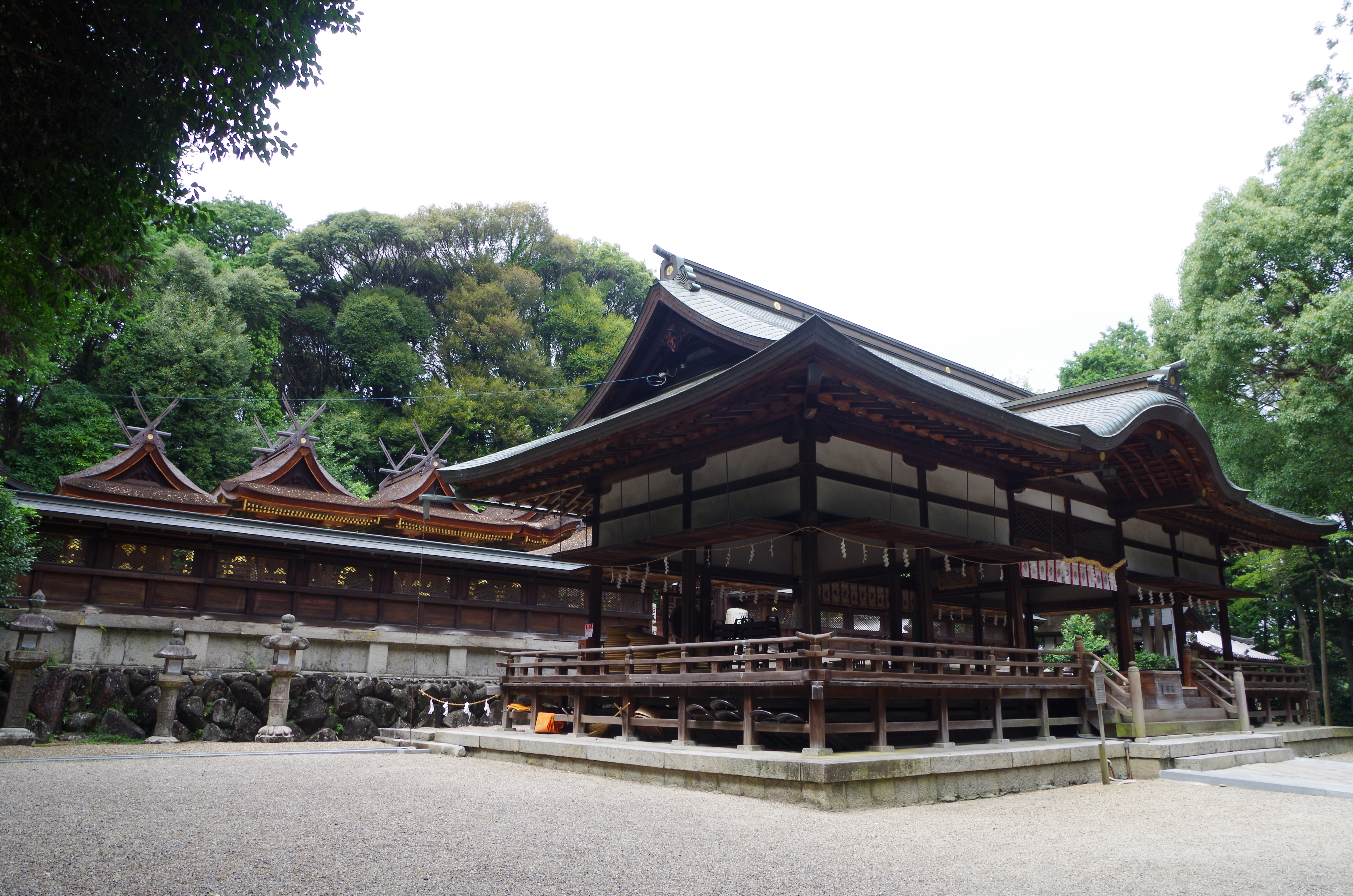
往馬大社

### 名所・旧跡
- 宝山寺生駒山

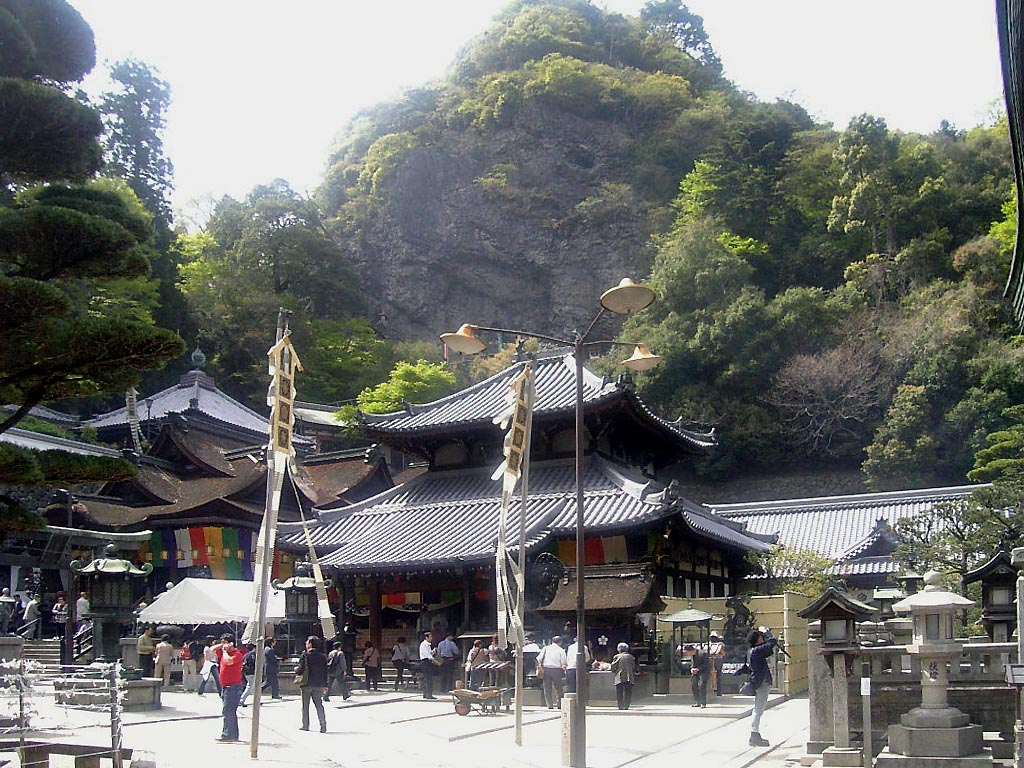
宝山寺

- 往馬坐伊古麻都比古神社（往馬大社、生駒神社）
- 宝山寺（生駒聖天）
- 長弓寺（本堂が国宝）
- 圓證寺
- 長福寺
- 「金鵄発祥之處」碑
- 竹林寺
- 円福寺
- 王龍寺
- 高山城跡
- 高山八幡宮
- 高山竹林園

### 観光スポット

#### レジャー
- 生駒山上遊園地
- くろんど池自然公園
- 矢田丘陵遊歩道（一部開通）
- 生駒山麓公園
- 生駒市総合公園
- スポーツカート阪奈

## 文化

### 祭事・催事
宝山寺の門前町という性格上、宝山寺関係の祭事が多い。
| 日付                         | 祭事名                         | 場所                                         |
| ---------------------------- | ------------------------------ | -------------------------------------------- |
| 1月1日～3日                  | 宝山寺初聖天                   | 宝山寺                                       |
| 1月1日～15日                 | 宝山寺新春祈祷会               | 宝山寺                                       |
| 1月9日～10日                 | 往馬ゑびす                     | 往馬大社                                     |
| 2月3日                       | 生駒聖天厄除星祭大護摩         | 宝山寺                                       |
| 4月1日                       | 宝山寺大護摩会式               | 宝山寺                                       |
| 5月1日～10日                 | 宝山寺大般若会式               | 宝山寺                                       |
| 8月上旬（変動あり）          | いこまどんどこまつり           | 近鉄生駒駅前、生駒健民運動場、生駒市総合公園 |
| 9月23日                      | 生駒聖天お彼岸万燈会           | 宝山寺                                       |
| 体育の日の前日（変動あり）   | 往馬大社例大祭・往馬大社火祭り | 往馬大社                                     |
| 10月14日                     | 高山八幡宮大例祭               | 高山八幡宮                                   |
| 11月第3日曜日または第4日曜日 | 宝山寺般若窟柴燈護摩供         | 宝山寺                                       |
| 12月1日                      | 生駒聖天厄除大根炊き           | 宝山寺                                       |
| 12月16日                     | 宝山寺大注連縄奉納             | 宝山寺                                       |

## 出身・居住等関連著名人
在住者は、本人または公的機関及びそれに類する機関によって公表されている場合に限る。

### 政治・行政
- 活目入彦（第11代天皇）
- 久保田雅晴（国土交通省航空局長）
- 世耕弘一（衆議院議員、近畿大学初代総長兼理事長）（本市在住[46]）
- 中村哲治（元参議院議員、元衆議院議員）

### 実業家・経営者
- 安達稔（実業家、クラスターテクノロジー社長）
- 安達良紀（実業家、クラスターテクノロジー元社長）

- 上中正儀（実業家、住江織物元社長）

- 大原茂（実業家）
- 岡藤正広（実業家、伊藤忠商事代表取締役CEO）
- 小林哲也（実業家、近鉄グループホールディングス取締役相談役）
- 斉藤正行（実業家）
- 髙田多喜男（元京都近鉄百貨店社長、元近鉄百貨店副社長） - 大阪市北区生まれ
- 橘正清（実業家、イソライト工業元社長）
- 多屋良三（実業家、タツタ電線元社長）

- 田澤由利（実業家）
- 豊田昌洋（実業家、エア・ウォーター元代表取締役CEO）
- 中尾千興（実業家、中山福元社長）
- 西口廣宗（南都銀行元頭取、本市在住[47]）
- 藤沢久美（実業家、経済評論家、キャスター、生駒市市政顧問）

### 学術
- 乾康代（住居学・都市計画学者。元茨城大学教授）
- 奥野恭史（ 化学者、薬学博士。京都大学大学院医学研究科人間健康科学系専攻教授（ビッグデータ医科学））
- 久野潤（軍事史・艦内神社研究家。日本経済大学准教授）
- 塩崎一裕（理学博士、奈良先端科学技術大学院大学学長、本市在住[48]）
- 藤井聡（土木工学者、社会工学者、評論家。元内閣官房参与。京都大学大学院教授）
- 山中伸弥（医学者）

### 芸能・テレビ
- 植田佳奈（声優）
- 梅村賢太郎（お笑い芸人〈ラフ次元〉）
- 大抜卓人（ラジオパーソナリティ）
- 桂文福（落語家、本市在住[48]）
- 川北円佳（テレビ大阪アナウンサー）
- 北川まみ（フリーアナウンサー）
- 久世サトシ（MC・ラジオパーソナリティ）
- ケツ（お笑い芸人〈ニッポンの社長〉）
- 薗一輝（俳優）
- 空下慎（映画監督、本市在住[48]）
- なかもとみゆき（舞台女優）
- 永見大吾（お笑い芸人〈カベポスター〉）
- 新山志保（声優） - 愛媛県松山市生まれ
- 熨斗弓子（元奈良テレビアナウンサー） - 大阪府生まれ
- 林加奈子（女優）
- 光莉あん（元宝塚歌劇団員）
- 藤原一裕（お笑い芸人〈ライセンス〉）
- 松下奈緒（女優） - 兵庫県育ち
- 三間はるな（声優）
- 宮川大助・花子（お笑い芸人、本市在住[48]）
- 若草萌香（元宝塚歌劇団員）

### 芸術・文学
- 井上廣子（現代美術家、本市在住[49]）
- 上坂和美（絵本作家、本市在住[50]）

- 川邊透（野山探検家、作家、本市在住[51]）

- 久保左文（茶筌職人、伝統工芸士）
- クリスティーン・フリント・サト（芸術家、本市在住[52]）
- 黒瀬正剛（美術家、本市在住[53]）
- 田中淳夫（ジャーナリスト、本市在住[54]）
- 田村洋子（木版画家、本市出身在住[55]）
- 沼田まもかる（小説家）
- 浜口倫太郎（小説家、放送作家、本市在住[56]）
- 平本貴章（洋画家、本市在住[57]）
- 藤本巧（写真家、本市在住[58]）
- 保山耕一（映像作家、本市在住[59]）
- 甫田鵄川（書道家）
- 溝渕雅幸（映画監督、本市在住[60]）
- 三田崇博（写真家、本市在住[61]）
- みやざきひろかず（絵本作家、画家、本市在住[62]）
- 森見登美彦（小説家）
- 矢野公祥（南都仏師、本市在住[63]）
- 山本清一（瓦職人、本市出身在住[64]）
- 龍和（書道家）

### 音楽
- 伊東裕（チェロ奏者）
- 河野康弘（ジャズピアニスト）
- 寿君（ミュージシャン）
- 坂本諭加子（ピアニスト）
- 志崎ひなた（グラビアアイドル）
- 田島隆（タンバリン奏者、本市在住[65]）
- DOZAN11（レゲエディージェイ、ミュージシャン（元三木道三））
- HIMAWARI（元SEX MACHINEGUNS、現DUSTAR-3 ドラムス）

### スポーツ
- 櫛田亮介（元ハンドボール選手〈HONDA〉〈北陸電力〉）
- 近藤壱成（サッカー選手〈ザスパ群馬〉）
- 佐藤賢次（元バスケットボール選手、指導者。〈川崎ブレイブサンダース 〉）
- 島田拓海（プロサッカー選手〈FC大阪〉）

- 田中大治郎（元ラグビー選手〈神戸製鋼〉）

- ダース・ローマシュ匡（元プロ野球選手〈北海道日本ハムファイターズ〉）
- 土井成樹（プロレスラー）
- 西岡里紗[66]（バスケットボール選手〈三菱電機コアラーズ〉）
- 秦裕二（元プロ野球選手〈横浜ベイスターズ〉）
- 平松遼太郎（プロサッカー選手〈奈良クラブ〉）
- 藤井寛子（元卓球選手）
- 古橋亨梧（プロサッカー選手〈セルティックFC〉）
- 宮川哲（プロ野球選手〈東京ヤクルトスワローズ〉）
- 宮本啓希（元ラグビー選手〈サントリー〉・現ラグビー指導者〈同志社大学〉）
- 村山拓也（プロサッカー選手）

### その他
- 川端繁隆（パテシィエ）
- ガー・レイノルズ（コミュニケーション・コンサルタント、本市在住[67]）

## 生駒市を舞台とした作品
- あの手この手
- 男はつらいよ 浪花の恋の寅次郎
- ペンギン・ハイウェイ

## 都市計画

### 都市計画区域
大和都市計画区域に属する。生駒市は市域の全域が都市計画区域で、総面積の約4割を市街化区域が占める。

### 開発・再開発とその構想
- 生駒駅南口周辺都市空間再編事業[69]
  - 大正時代から門前町としての商業地が形成され、複合商業施設が整備されてきさが、店主の高齢化・購買行動の多様化を受けた商店街の斜陽化や近年のマンション開発による中心市街地としての賑わいの低下を受け、再開発が計画されている。
- 高山第二工区[70]
  - 関西文化学術研究都市の高山地区について、開発が停止していた高山第二工区について事業化が進められている。
- 学研北生駒駅中心地区[71]
  - 学研都市の玄関口、市北部の中心地域として再開発が進められている。